# Festungsgürtel Kreuzlingen

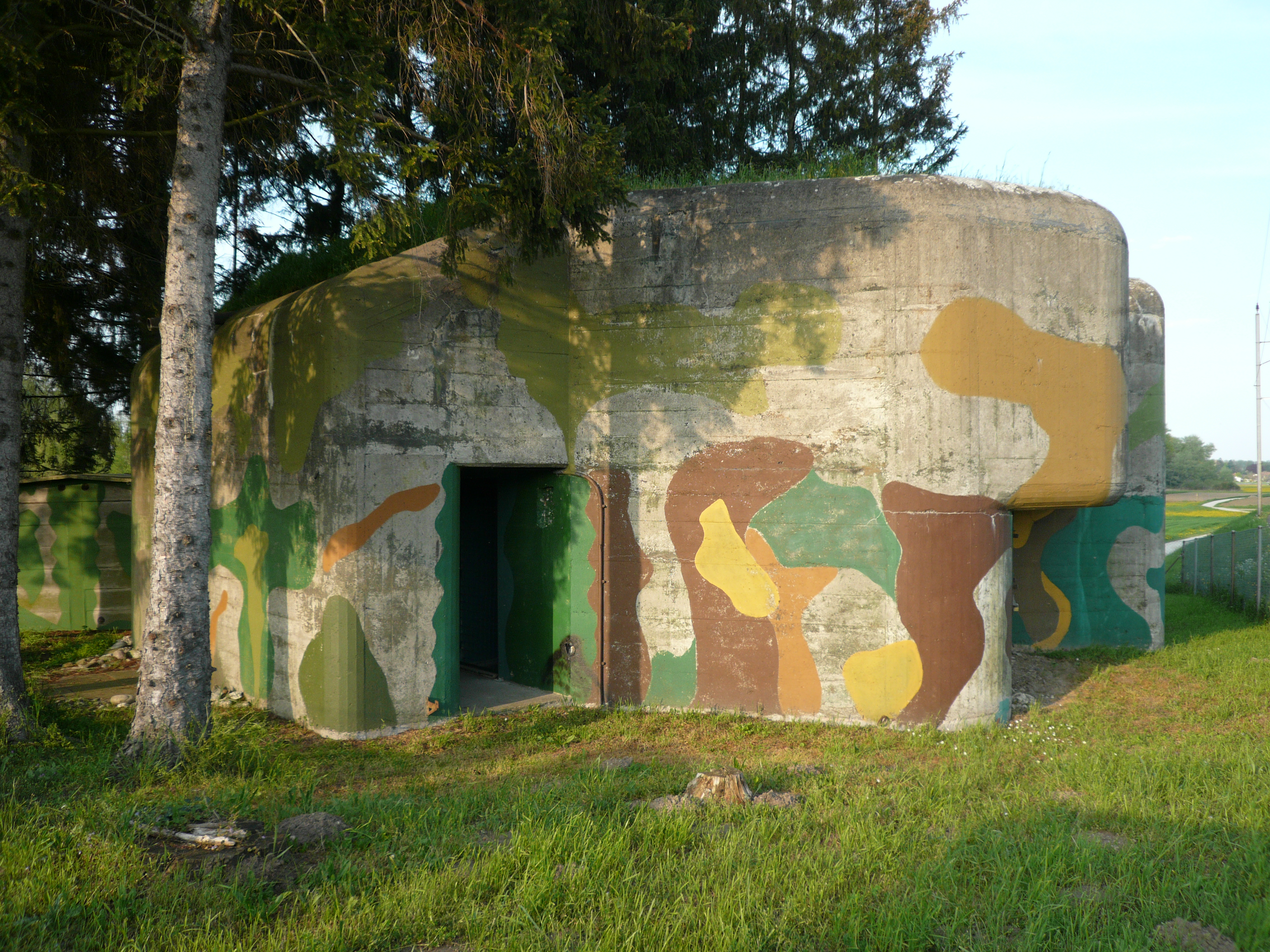
Infanteriebunker A 5630 des Festungsgürtels Kreuzlingen bei Triboltingen

Der Festungsgürtel Kreuzlingen (ältere Bezeichnung: Werkgürtel Kreuzlingen) war eine Grenzbefestigung der Schweizer Armee zur Sicherung der Landgrenze zwischen der deutschen Stadt Konstanz und der Schweizer Stadt Kreuzlingen. Die Befestigungen entstanden ab 1937, wurden bis in die 1990er Jahre genutzt und gelten als militärhistorische Denkmäler von nationaler Bedeutung.

## Politische und geographische Lage
In den 1920er Jahren sah sich die Schweiz vor allem durch Frankreich und Italien, die zu den Siegermächten des Ersten Weltkrieges zählten, bedroht. Nach der Machtübertragung an die Nationalsozialisten in Deutschland wurde im September 1933 in der internationalen Presse eine «Befestigungslücke Schweiz» thematisiert und darauf verwiesen, dass Deutschland Frankreich über Schweizer Territorium angreifen könne, um so die an der französischen Ostgrenze entstehende Maginot-Linie zu umgehen. Diese Möglichkeit hatte bereits 1932 der nationalsozialistische Militärtheoretiker Ewald Banse in seiner Schrift Raum und Volk im Weltkrieg erwähnt. Nach der Besetzung des Rheinlandes, dem «Anschluss» Österreichs sowie der Aufrüstung der Wehrmacht sah die Schweiz Ende der 1930er Jahre Deutschland als ihre grösste militärische Bedrohung an.
Die Schweizer Grenze zu Deutschland folgt mit dem Hochrhein, dem Seerhein sowie dem Unter- und Obersee des Bodensees weitgehend Gewässern, die ein natürliches Hindernis darstellen. Der einzige Bereich, in dem die Grenze südlich der Gewässerkette über Land verläuft, ist der Abschnitt zwischen dem Stadtkern von Konstanz und dem unmittelbar an der Grenze liegenden Ort Kreuzlingen im Kanton Thurgau. Konstanz und Teile von Kreuzlingen liegen in einer Ebene, die an den Bodensee angrenzt. Südlich schliesst sich der Seerücken an, der hier Höhen von 150 Metern über dem Wasserspiegel des Bodensees erreicht. Der Nordhang des Seerückens ist durch mehrere Bachsenken gegliedert, die Tiefen von bis zu 30 Metern erreichen. Auf der Höhe des Seerückens überwiegen Wälder, durch die fünf Strassen und eine Eisenbahnlinie von Kreuzlingen nach Süden führen.
Aus militärischer Sicht bildet der Grenzverlauf zusammen mit der Konstanzer Rheinbrücke einen Brückenkopf, der für einen Angriff auf die Schweiz besonders geeignet ist, da eine Überwindung von Gewässern nicht erforderlich und das Gelände für den Einsatz von Panzern geeignet ist. Als besonders wahrscheinlich wurde ein Angriff über den Seerücken nach Süden angesehen, da so die Achse Romanshorn – Winterthur und damit der Grossraum Zürich erreichbar ist.

## Planung und Bau

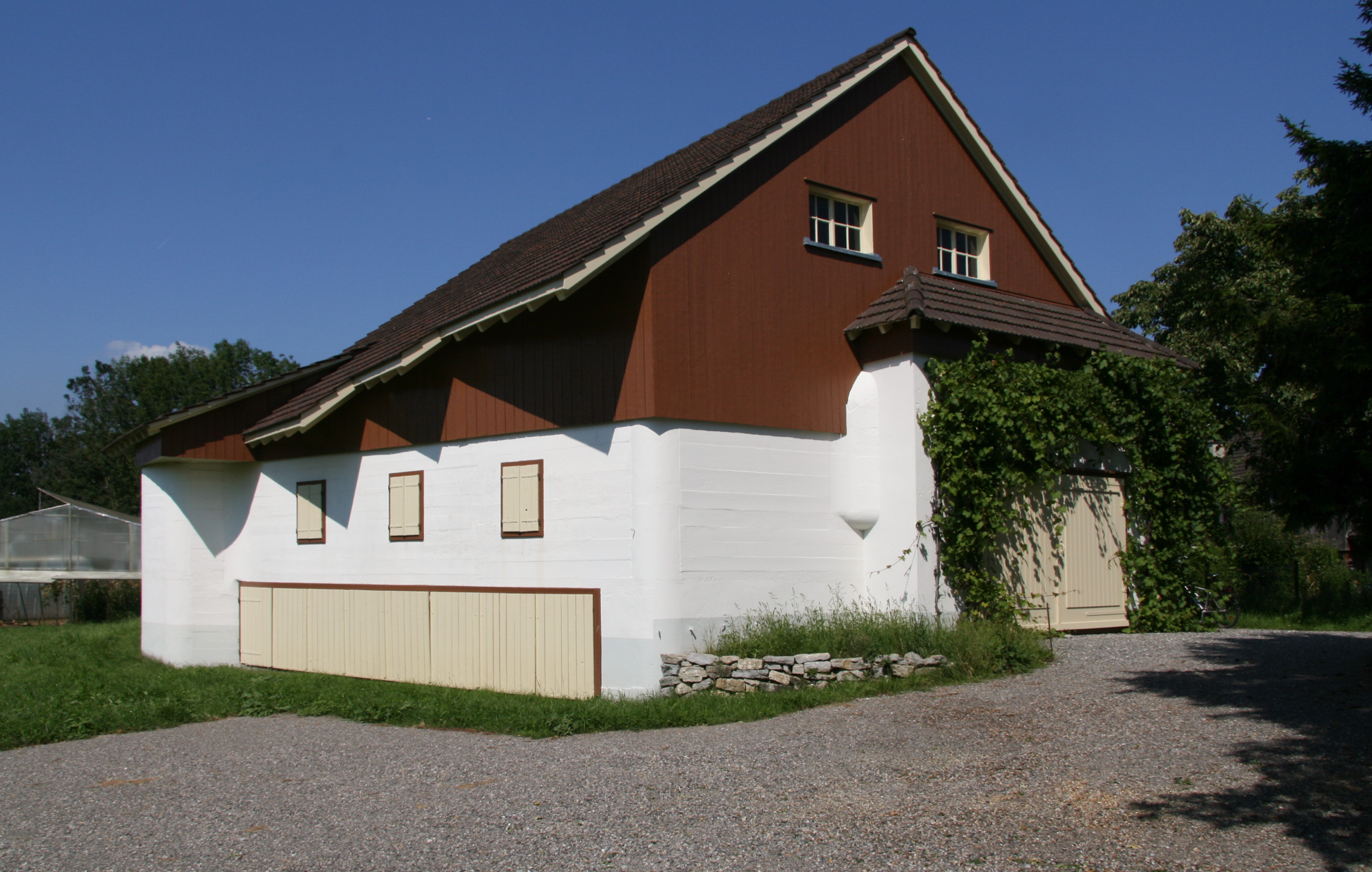
Als Wohngebäude getarnter Infanteriebunker A 5701 in Bottighofen

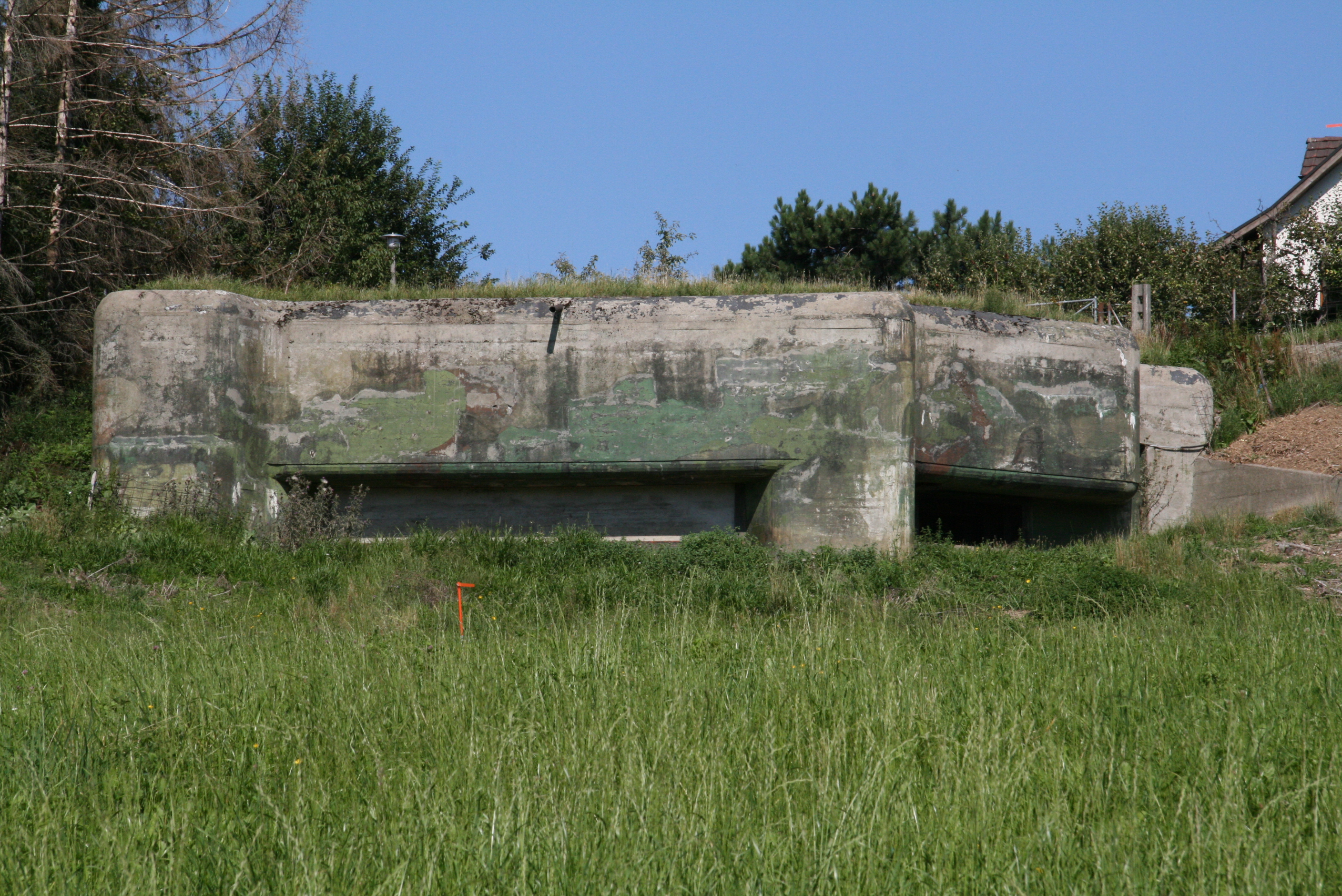
Infanteriebunker A 5703 des Festungsgürtels Kreuzlingen in Bottighofen

1934 entschied die Schweizer Armeeführung, eine Befestigung der Nordgrenze durchzuführen. Im Juli 1935 erkundete ein Ingenieuroffizierskurs eine 11,5 Kilometer lange Verteidigungsstellung im Gebiet um Kreuzlingen, die bei einigen Modifikationen ab 1937 erbaut wurde. Die Verteidigungsstellung beginnt am Ufer des Obersees bei Bottighofen ⊙ und verläuft hinter einer Bachsenke nach Süden zum Ort Lengwil ⊙. Ab hier folgt die Stellung dem Seerücken über Bätershausen ⊙ und Weiherhau ⊙ westwärts, knickt beim Staudenhof ⊙ nach Norden ab und erreicht, wieder hinter einer Bachsenke verlaufend, bei Triboltingen ⊙ das Ufer des Untersees.
Bei der Festlegung der Verteidigungsstellung wurde davon ausgegangen, dass eine Verteidigung im bebauten Gebiet von Kreuzlingen kaum machbar sei. Die Hauptverteidigungslinie sollte auf dem Seerücken so angeordnet werden, dass sie für den Angreifer nicht einsehbar war. Geplant war auch der Bau mehrerer Artilleriewerke, die gegen den Süden von Konstanz, die dortige Rheinbrücke sowie angreifende Infanterie eingesetzt werden sollten. Gegen Panzerangriffe sollten Strassensperren vorbereitet werden. Die Verteidigungsstellung sollte mit Bunkern ausgestattet werden, wobei zwischen Werken und Ständen unterschieden wurde. Werke und Stände waren in ihrer äusseren Widerstandsfähigkeit gleich ausgelegt, unterschieden sich aber in ihrer Ausstattung: Werke waren für einen mehrtägigen Aufenthalt der Besatzung vorgesehen, während bei Ständen von einer täglichen Ablösung der Besatzung ausgegangen wurde.
Der Bau des Festungsgürtels war Teil des Bauprogramms für Grenzbefestigungen, das im Februar 1937 dem Eidgenössischen Militärdepartement zur Genehmigung vorgelegt wurde. Vorgesehen war der Bau von sechs Bunkern, die mit Infanteriekanonen ausgestattet waren, sowie 42 weiteren Ständen für Maschinengewehre. Die geplanten Artilleriewerke waren entfallen; stattdessen sollten zwei mobile Batterien zum Einsatz kommen. Die Kosten wurden auf 5,9 Millionen Franken veranschlagt. Dabei wurde dem Bau des Kreuzlinger Werkgürtels eine hohe Bedeutung beigemessen, da er auch bei allfälligen Sparmassnahmen vollständig durchgeführt werden sollte.
Baubeginn war im Juni 1937. Parallel zum Bau der Bunker errichtete ein Sappeur-Bataillon Geländepanzerhindernisse. Der Bau der Werke und Stände verzögerte sich und konnte nicht, wie ursprünglich geplant, 1937 abgeschlossen werden. Eine Ursache der Verzögerungen waren Probleme bei der Beschaffung von Panzerplatten, die für die Schiessscharten benötigt wurden. Versuche Schweizer Firmen zur Herstellung von Panzerplatten lieferten keine befriedigenden Ergebnisse, so dass auf Produkte der deutschen Kruppwerke zurückgegriffen wurde. Wegen einiger Umplanungen reduzierte sich die Zahl der Bunker auf 42; die letzten wurden im Juni 1940 fertiggestellt.

## Nutzung
Unmittelbar vor dem deutschen Überfall auf Polen wurde die Grenzbrigade 7 am 29. August 1939 mobilisiert. Die Sperrstellen des Festungsgürtels waren nach eineinhalb Stunden abwehrbereit; nach einem weiteren halben Tag waren die Bataillone vollständig eingerückt. Die Grenzbrigade 7 gehörte zu besonderen Grenzschutztruppen, die in den 1930er Jahren aufgestellt worden waren; die Brigade war für die Grenze am Ober- und Untersee verantwortlich. Dem 1939 gültigen Verteidigungskonzept zufolge sollte der Festungsgürtel einen feindlichen Angriff um vier bis sechs Tage verzögern. Dadurch sollte eine schnelle Besetzung des Schweizer Mittellandes verhindert werden, das für die vollständige Mobilmachung der Schweizer Armee von grosser Bedeutung war.
Lage und Bauweise des Kreuzlinger Werkgürtels waren der deutschen Wehrmacht bekannt. Deutsche Planungen für einen Angriff auf die Schweiz, die ab Juni 1940 als Operationsentwurf gegen die Schweiz erarbeitet wurden, sahen unter anderem einen von Konstanz ausgehenden Angriff der 262. Infanterie-Division vor. Dabei sollten Teile der Division den Bodensee von Friedrichshafen nach Romanshorn überqueren und die Befestigung von hinten angreifen.
Im Verlauf des Zweiten Weltkriegs trat ein Bedeutungsverlust des Kreuzlinger Werksgürtels ein: Jakob Labhart, Kommandant des auch für Kreuzlingen zuständigen 4. Armeekorps, mass der Befestigung im September 1940 nicht mehr die Bedeutung zu, die sie bei ihrem Bau gehabt habe. Labhart verwies auf die Umgehbarkeit des Werksgürtels und plädierte dafür, keine grossen Investitionen mehr zu tätigen. Die Eingabe der Grenzbrigade zum Kreditbegehren für Landesbefestigung wurde 1940 zögerlich behandelt; 1942 wurde der Brigade kein Kredit mehr bewilligt. Stattdessen erfolgte ein Ausbau des Werksgürtels durch die Grenzbrigade 7 selbst: Dabei entstanden 40 weitere Bunker; sie unterscheiden sich von den älteren Anlagen durch eine geringere Wandstärke. Zudem wurden die Panzerbarrikaden verstärkt und ein von Triboltingen bis Bottighofen fast durchgehendes Infanteriehindernis erbaut.
Nach Ende des Zweiten Weltkriegs wurde der Festungsgürtel während des Kalten Kriegs weitergenutzt. Dabei wurden die Anlagen, insbesondere die Strassensperren und Geländehindernisse, erneuert und erweitert. In den 1960er Jahren wurde der Kampfwert des Festungsgürtels durch die 9 cm Panzerabwehrkanone 57 verbessert. In den 1970er Jahren wurden zahlreiche ASU (Atomschutzunterstände) und in den 1980er, 1990er Jahren die 12-cm-Festungsminenwerfer 1959 und Geländeverstärkungen im südlichen Brigaderaum erstellt. (z. B. Stichbach in Bottighofen als Panzergraben ausgebaut, Sprengobjekt Autobahnbrücke Lippoldswiler Tobel, Autobahnböschungen beidseits der A7 im Raum Oberstöcken durch Felsblöcke für Panzer unpassierbar gemacht, Panzerbarrikaden im Ortskern Weinfelden).
Im Zuge des Konzepts Armee 95 gab die Schweizer Armee den Festungsgürtel in den 1990er Jahren weitgehend auf. Der Festungsgürtel wurde als Sperrstelle von nationaler Bedeutung in das Inventar der militärischen Denkmäler im Kanton Thurgau aufgenommen. Dabei wurde die geschickte Tarnung einzelner Bunker hervorgehoben: So wurden zwei Werke in Triboltingen als Riegelbauten getarnt. Ein Bunker auf dem Gelände eines Furnierwerks am Bahnhof Lengwil erweckte den Eindruck eines Holzstapels. Beim Bau der Autobahn A7 wurden einige Bunker abgerissen. Der Kanton Thurgau übernahm 1999 mehrere Kampfanlagen. Der Verein Festungsgürtel Kreuzlingen betreut einige Bauwerke, veranstaltet Führungen und hat vier militär-historische Wanderwege eingerichtet.

## Bauwerke

### Kommandoposten
Vom 1940 erbauten und 1962 erweiterten Kommandoposten «Erichstollen» wurde die Verteidigung des Festungsgürtels Kreuzlingen befehligt. Die Anlage war für 100 Mann ausgelegt. Sie wurde 2005 entklassifiziert und 2008 vom Verein Festungsgürtel Kreuzlingen gekauft. Der Regimentskommandoposten «Ottoberg» Typ 76 Beton-Monoblock wurde 1986 in Ottoberg errichtet und 1999 modernisiert. Er bot Platz für 60 Mann.
- KP Grenzbrigade «Erichstollen» A 5745 Weinfelden ⊙
- KP Infanterieregiment 32 «Ottoberg» F 7650 ⊙

### Teilsperre Bottighofen
Der Werkgürtel bestand aus rund 79 Anlagen (Kampfanlagen und Unterstände), heute (2017) sind noch 66 vorhanden. Weitere Anlagen zur Verstärkung des Festungsgürtels und die Sperrstelle Wälti wurden während der Armee 61 (Armeebezeichnung F XXXX) gebaut.
Die Sperrstelle Bottighofen (Seeufer Bottighofen bis Liebburg/Seerücken) hatte mit ihren 24 Bunkern und 7 Hindernissen einen aus Konstanz kommenden Gegner am Durchbruch ostwärts entlang des Bodenseeufers zu hindern.
- Infanteriebunker Chlii Rigi A 5691 		⊙
- Infanteriebunker Waldrüti Süd A 5692 		⊙
- Infanteriebunker Waldrüti Nord A 5693 		⊙
- Infanteriebunker Hohgasse A 5694 		⊙
- Infanteriebunker A 5695 	⊙
- Infanteriebunker Obere Mühle A 5696 		⊙
- Infanteriebunker Warrenberger A 5697 		⊙
- Infanteriebunker Rutishauser A 5698 		⊙
- Infanteriebunker Bottighofen Strasse A 5700 		⊙
- Infanteriebunker Bottighofen-Dorf A 5701 		⊙
- Minenwerfer-Beobachter Bottighofen A 5702 		⊙
- Infanteriebunker Bottighofen Bahn A 5703 		⊙
- Infanteriebunker Bottighofen Ufer (abgebrochen) A 5704 		⊙
- Infanteriebunker Bellevue West A 5707 		⊙
- Infanteriebunker Bellevue Ost A 5708 		⊙

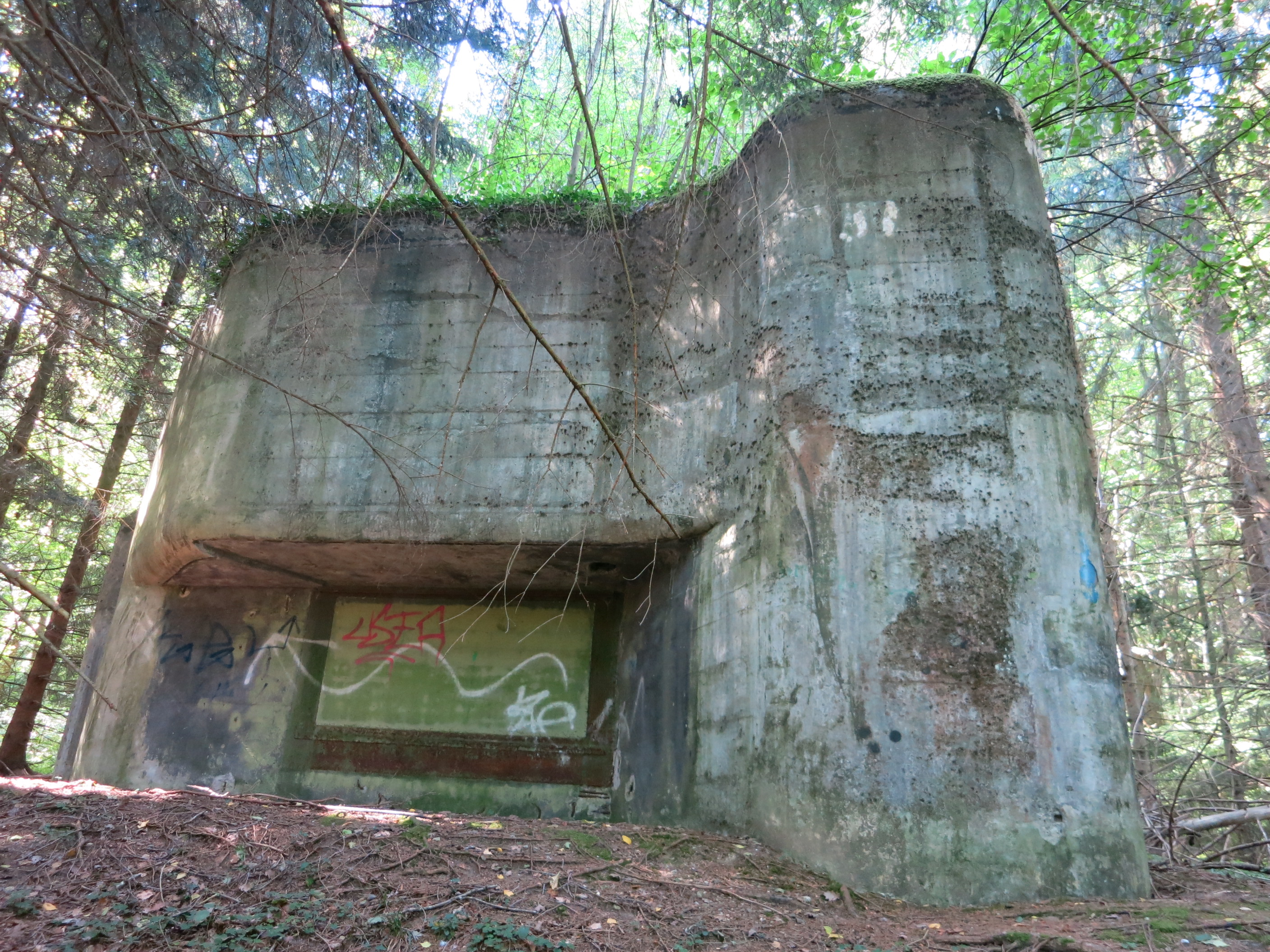
Infanteriebunker Waldrüti Süd A 5692
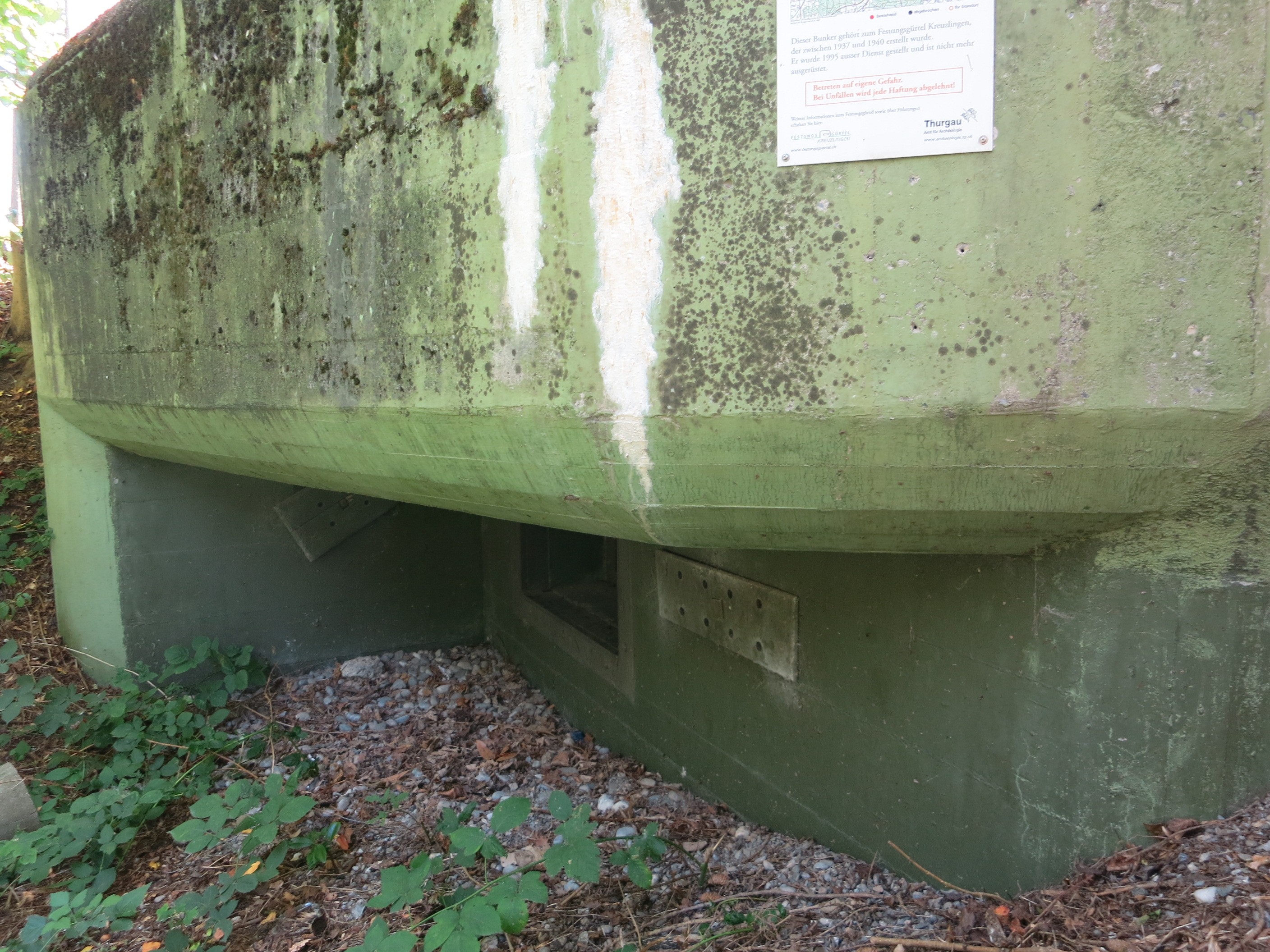
Infanteriebunker Warrenberger A 5697
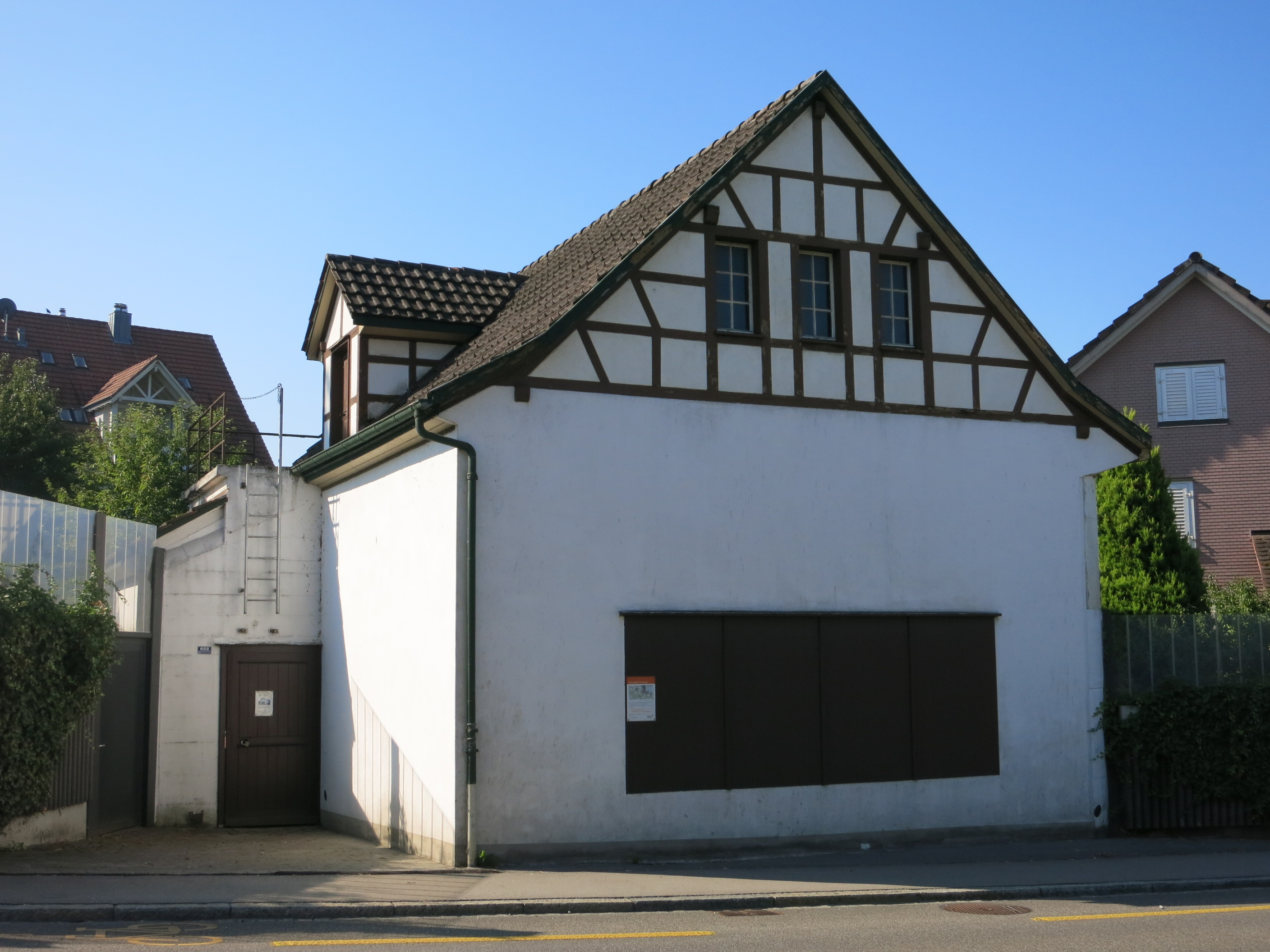
Panzerabwehrbunker Bottighofen Dorf A 5700, Baujahr 1938
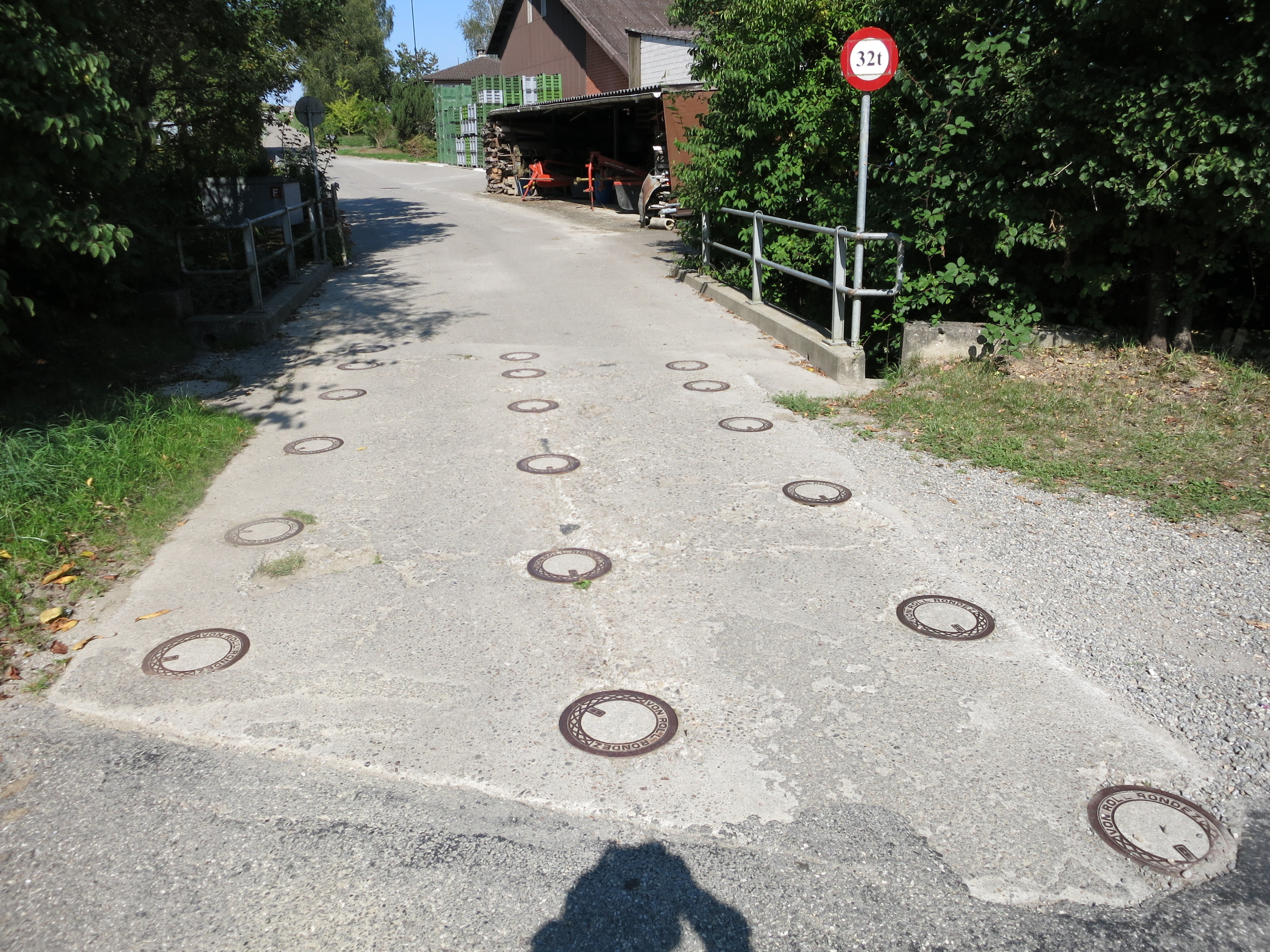
Strassenbarrikade Waldrüti

### Teilsperre Lengwil
Die Sperrstelle Lengwil (Liebburgtobel bis Bahnhof Lengwil) hatte mit ihren 25 Bunkern und 9 Tankbarrikaden die östlichen Einfalls- und Verkehrsachsen über den flachen Seerücken gegen Süden zu blockieren.
- Infanteriebunker Pfaffenweiher Nord A 5680 		⊙
- Infanteriebunker Pfaffenweiher A 5681 		⊙
- Infanteriebunker Lengwil Bahndamm A 5683 		⊙
- Infanteriebunker Lengwil Station A 5684 		⊙
- Pak-Garage F 7260		⊙
- Unterstand A 5688		⊙
- Unterstand A 5689 		⊙
- Infanteriebunker Liebburgtobel Ost A 5690 ⊙
- Kompaniekommandoposten Liebburg F 7305 ⊙
- GPH T 3025 	⊙

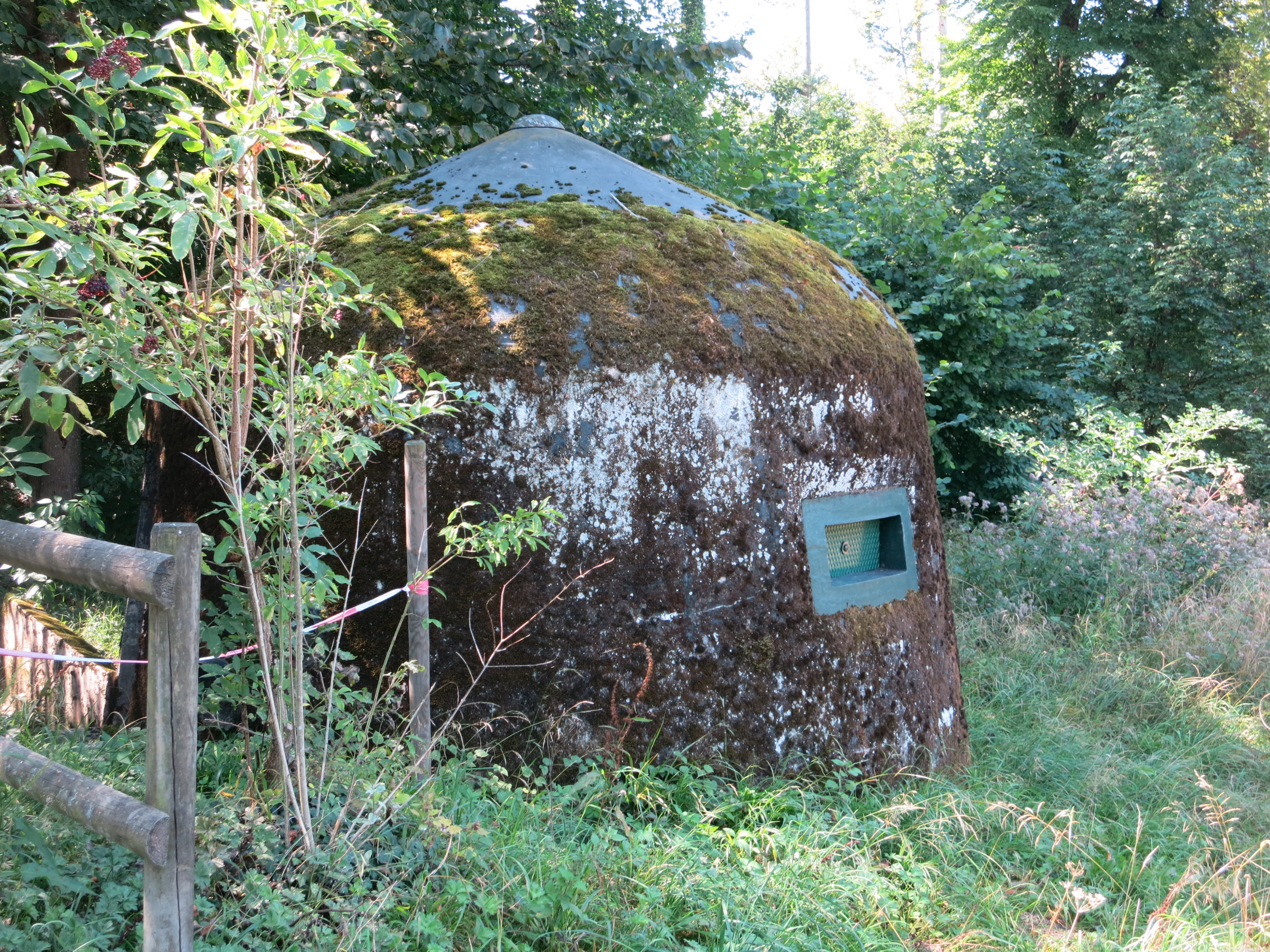
Infanteriebunker Pfaffenweiher Nord A 5680, Baujahr 1940
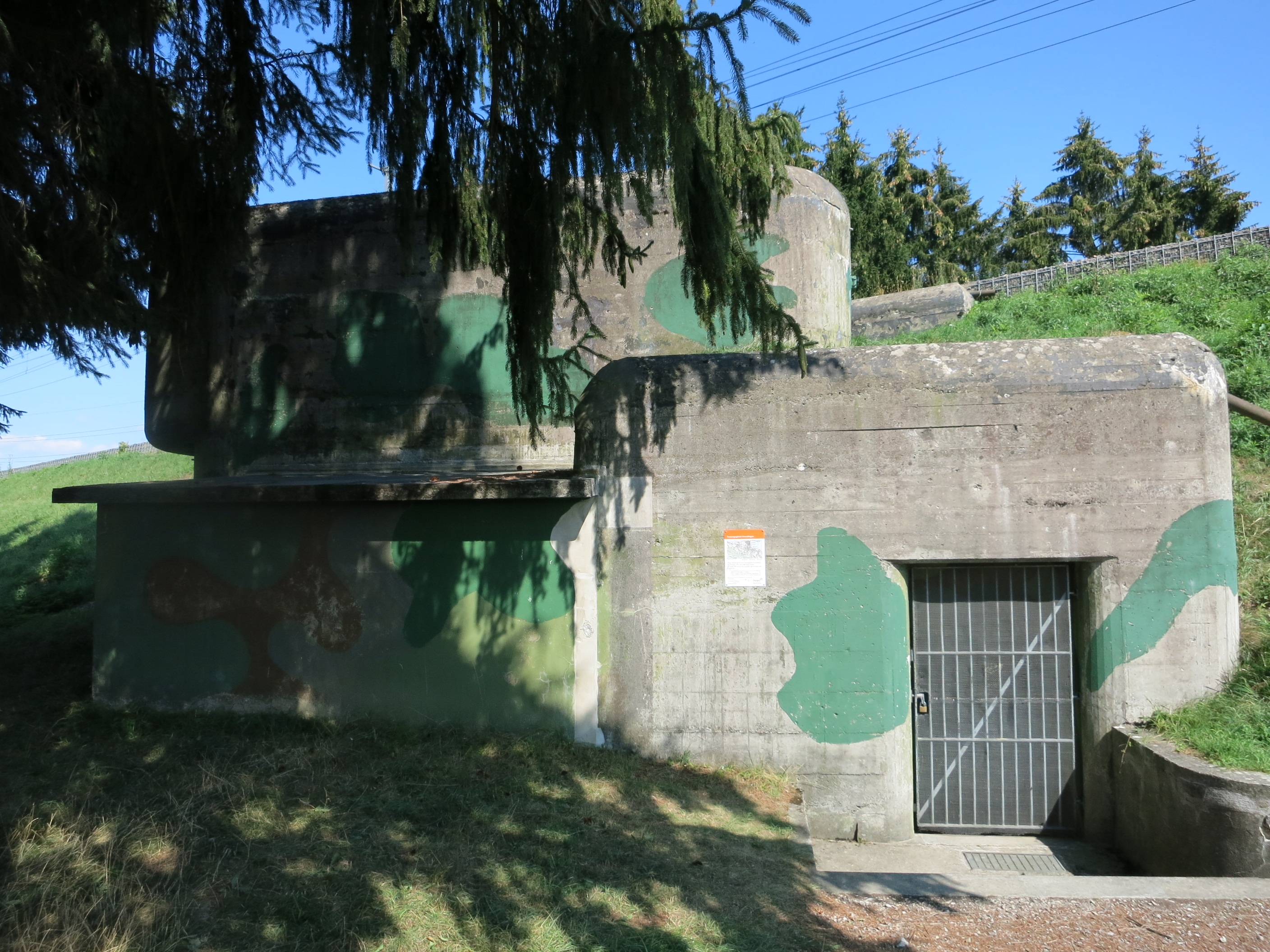
Panzerabwehrbunker Lengwil Bahndamm Süd A 5683
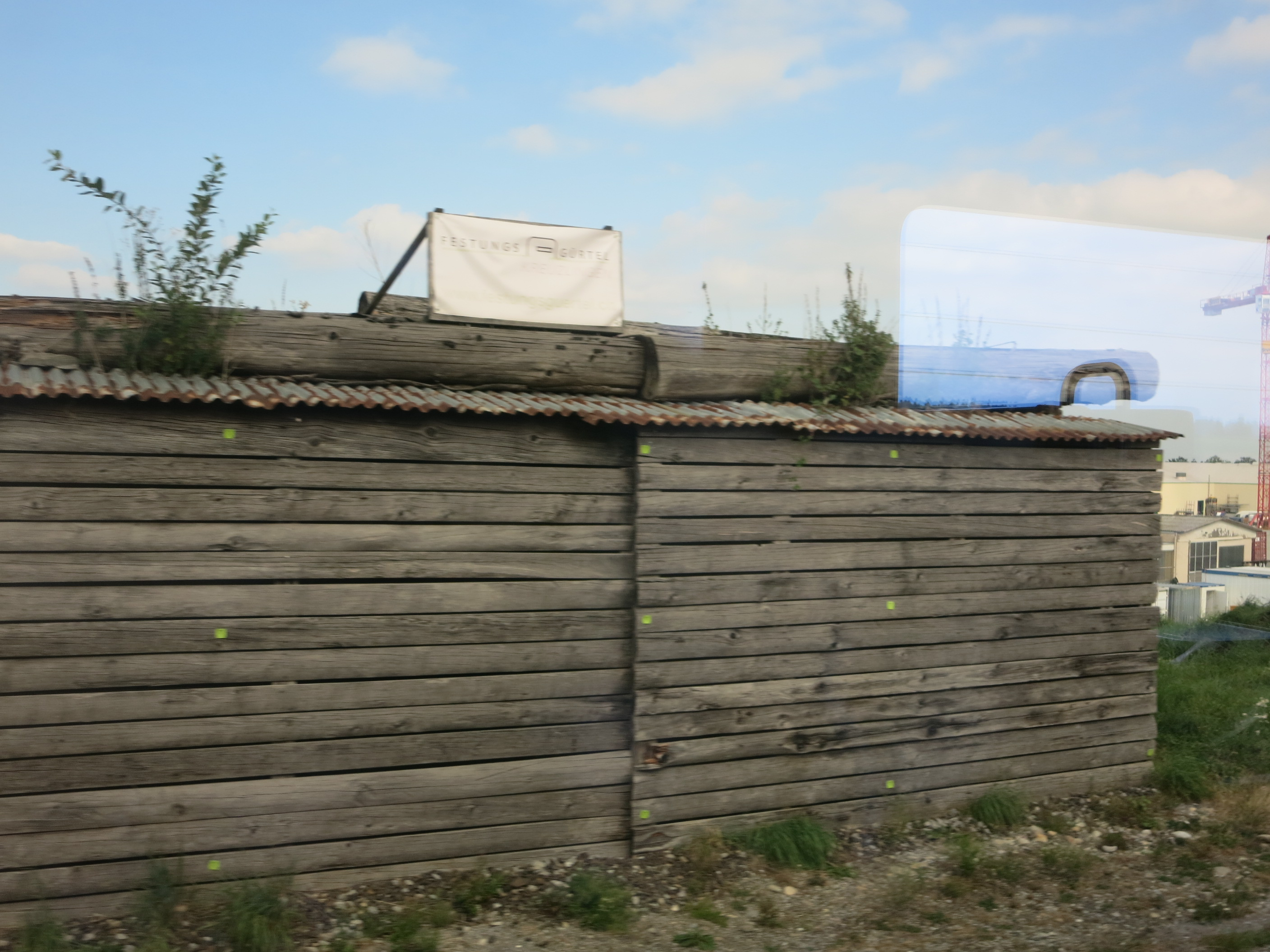
Infanteriebunker (BBB) Lengwil Station A 5684, Baujahr 1938
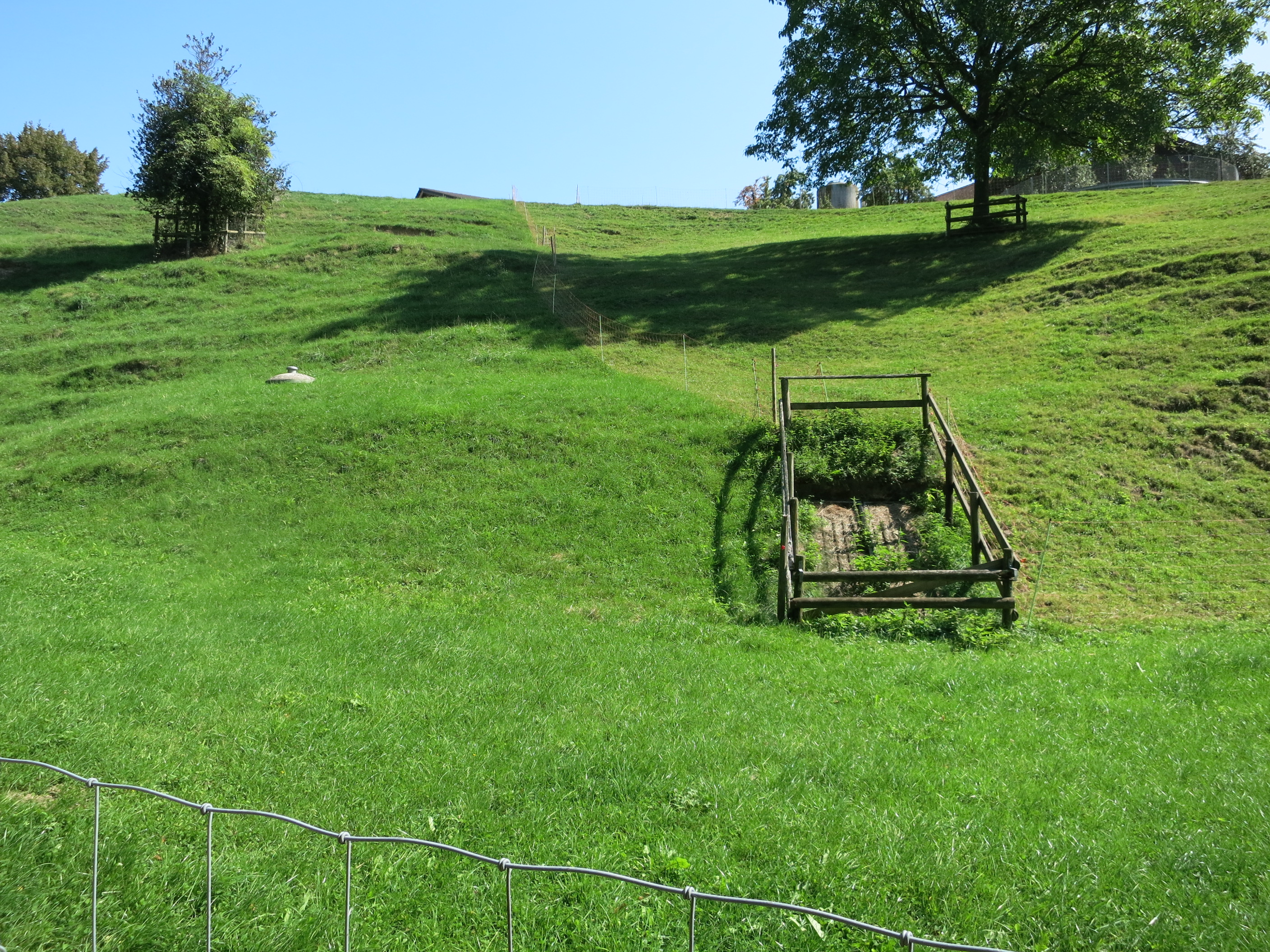
Kompaniekommandoposten Liebburg F 7305

### Teilsperre Bätershausen-Bernrain
Die Sperrstellen Bätershausen, Castel und Wälti hatten die mittleren und westlichen Einfalls- und Verkehrsachsen über den Seerücken gegen Süden zu blockieren. Die Sperrstelle Wälti wurde während der Armee 61 erstellt.
- Infanteriebunker Eichhof A 5664 ⊙
- Infanteriebunker Weiherhau A 5665 ⊙
- Unterstand/Bat-KP A 5666 ⊙
- Infanteriebunker Bernrain Süd (abgebrochen) A 5667 		⊙
- Infanteriebunker Bernrain Nord (abgebrochen) A 5668 		⊙
- Infanteriebunker Bemstwies A 5669 		⊙
- Infanteriebunker Bemstwies West A 5670 		⊙
- Infanteriebunker Bemstwies Ost A 5671 		⊙
- Unterstand A 5672 		⊙
- Infanteriebunker Bätershausen West A 5673 		⊙
- Infanteriebunker Bätershausen Ost (abgebrochen) A 5674 		⊙
- Infanteriebunker Bätershausen West A 5675 ⊙
- Infanteriebunker Bätershausen Ost A 5676 ⊙
- Unterstand A 5677		⊙
- Infanteriebunker Egghau A 5678 ⊙
- Unterstand A 5679		⊙
- GPH T 3025 		⊙

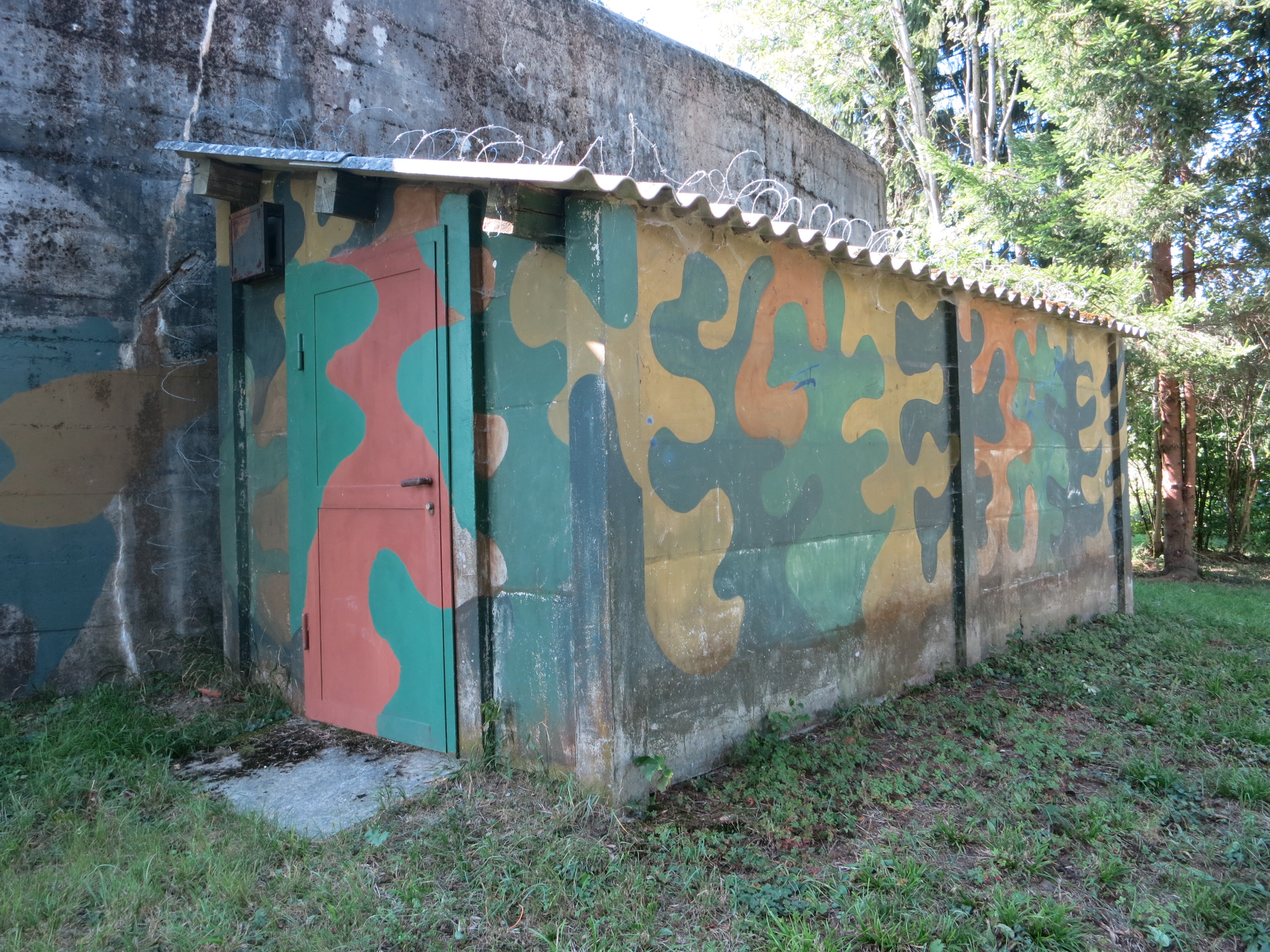
Panzerabwehrbunker Eichhof A 5664, Baujahr 1940
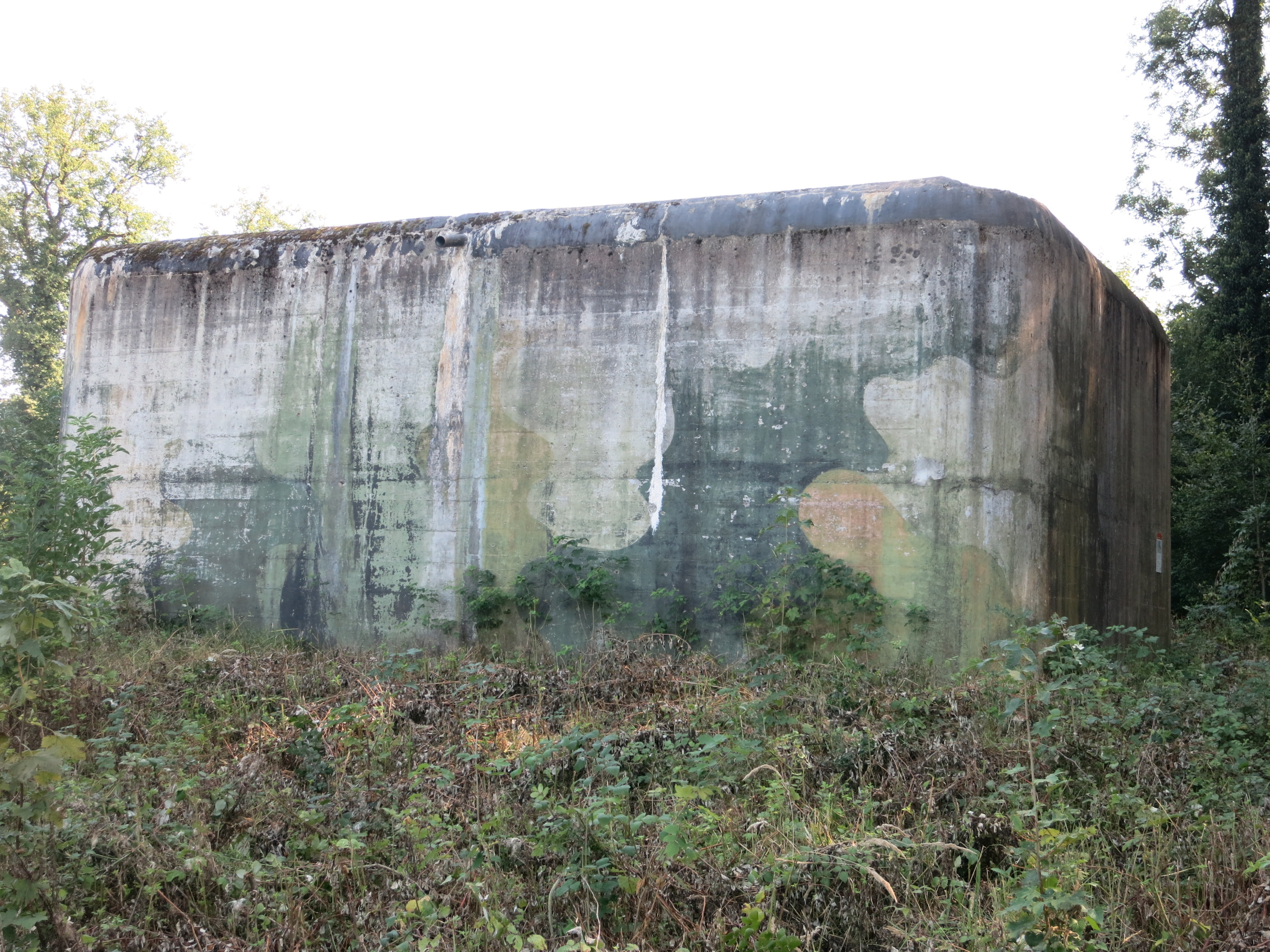
Infanteriebunker Bemstwies A 5669
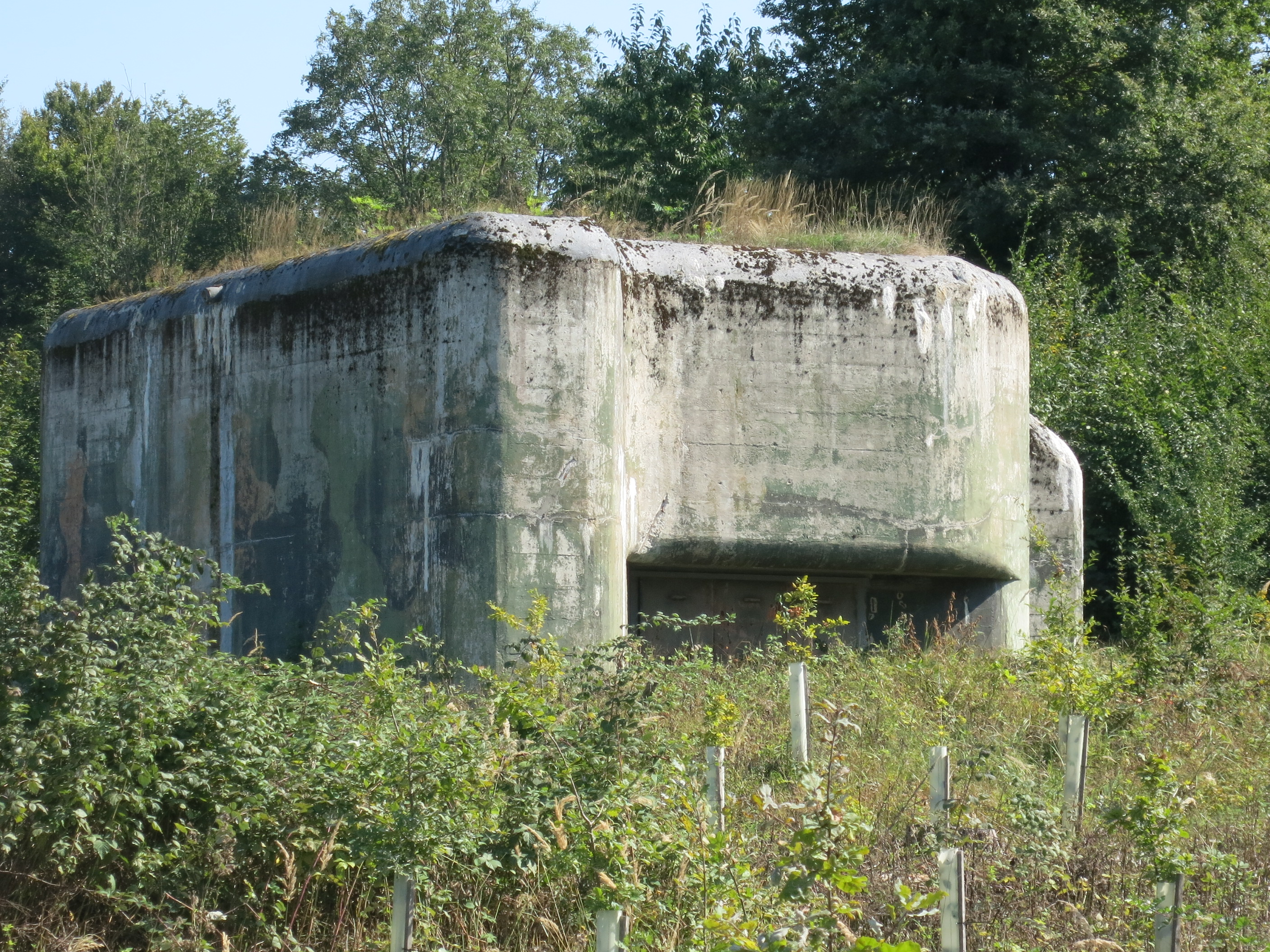
Infanteriebunker Bemstwies Ost A 5671
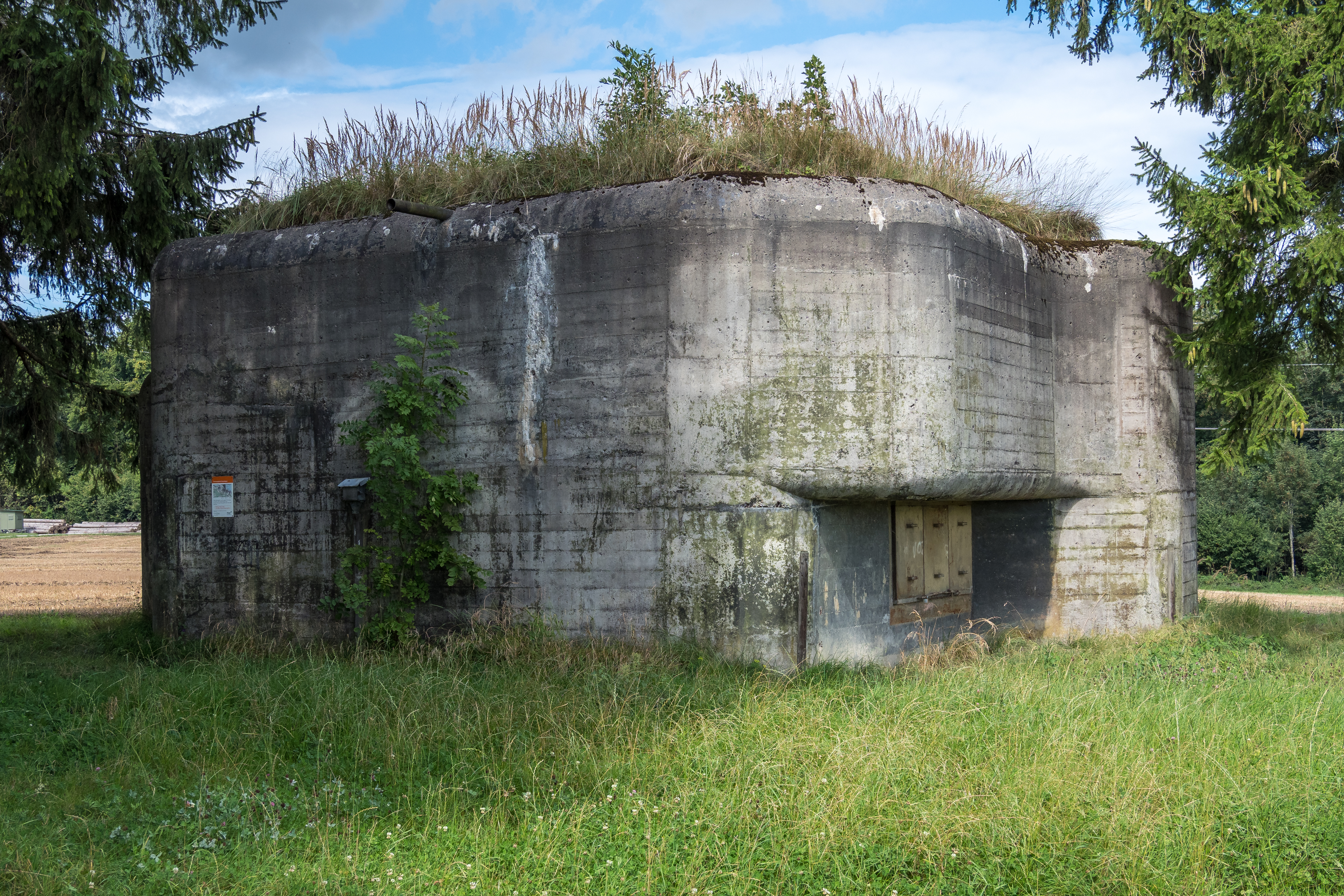
Infanteriebunker Bätershausen West A 5673
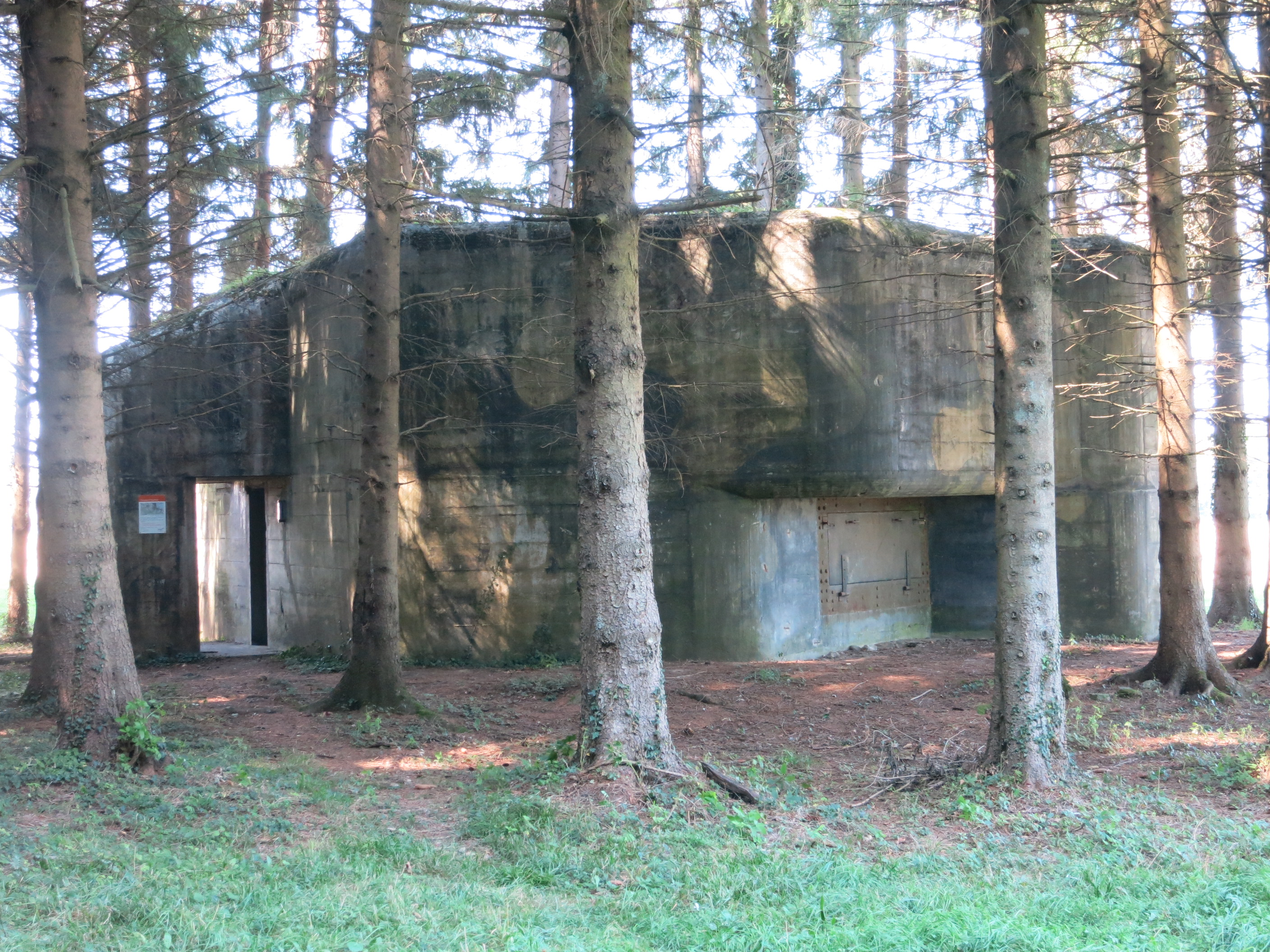
Infanteriebunker Egghau A 5678, Baujahr 1939

### Teilsperre Castel-Almänd
Die Sperrstelle Castel reichte vom Bahnhof Lengwil bis Castel und hatte in ihrem Abschnitt die Einfalls- und Verkehrsachsen über den Seerücken gegen Süden zu blockieren.
- Infanteriebunker Allmendhau Süd A 5647 		⊙
- Unterstand Glariszelghau A 5648		⊙
- Infanteriebunker Allmendtobel A 5649 		⊙
- Infanteriebunker Glariszelghau Ost A 5650 		⊙
- Infanteriebunker Glariszelghau West A 5651 		⊙
- Unterstand Lindebühlhau A 5652		⊙
- Infanteriebunker Studenhof Nord A 5653 		⊙
- Unterstand Ribiswieshaus A 5654		⊙
- Infanteriebunker Studenhof Süd A 5655 		⊙
- Infanteriebunker Allee A 5656 		⊙
- Infanteriebunker Castel Höhenweg A 5657 		⊙
- Infanteriebunker Castel Süd A 5658 		⊙
- Unterstand Baumschule A 5659		⊙
- Infanteriebunker Castel A 5660 		⊙
- Infanteriebunker Casteltobel West A 5661 		⊙
- Infanteriebunker Casteltobel West A 5662 		⊙

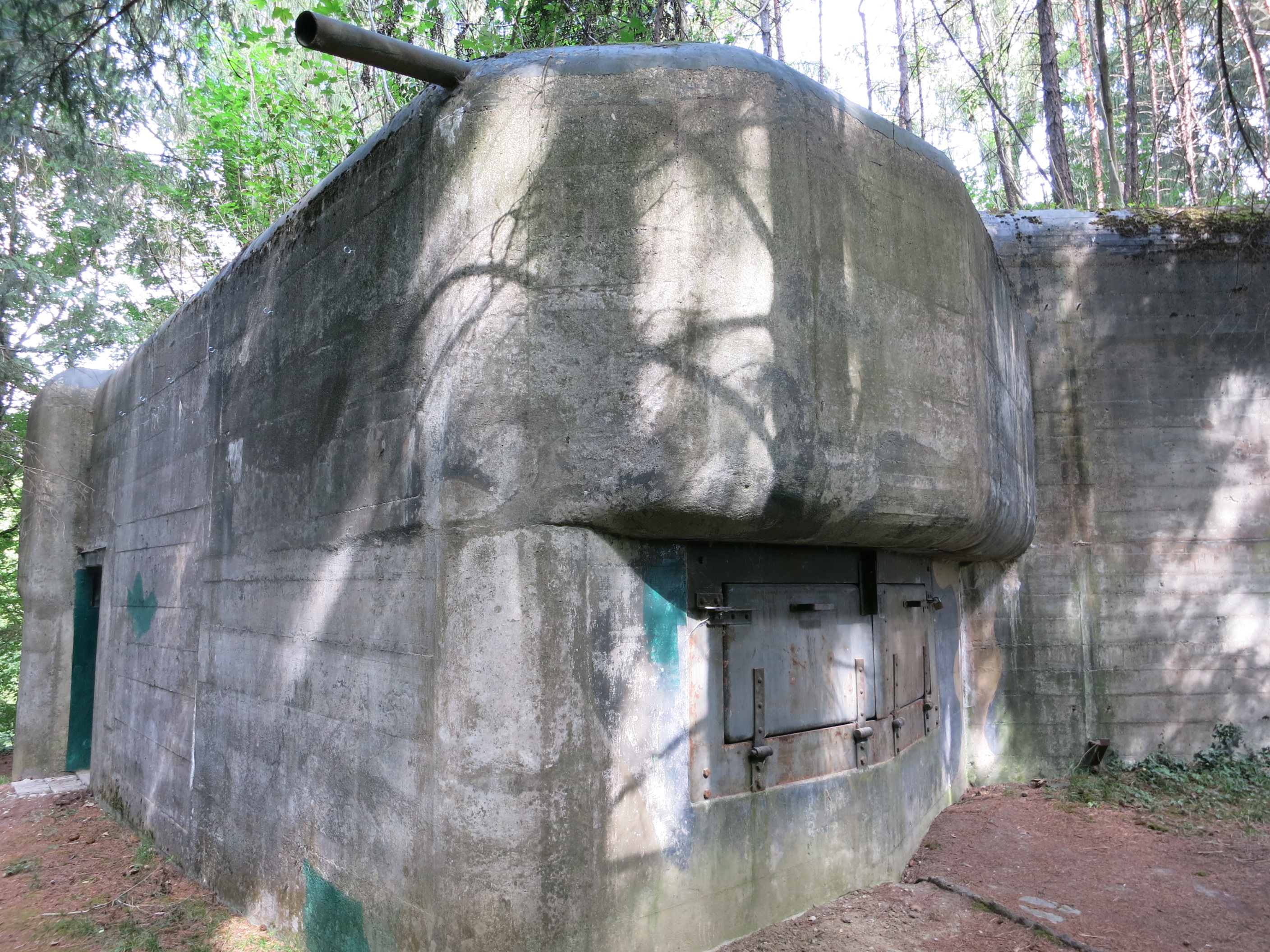
Infanteriebunker Glariszelghau Ost A 5650
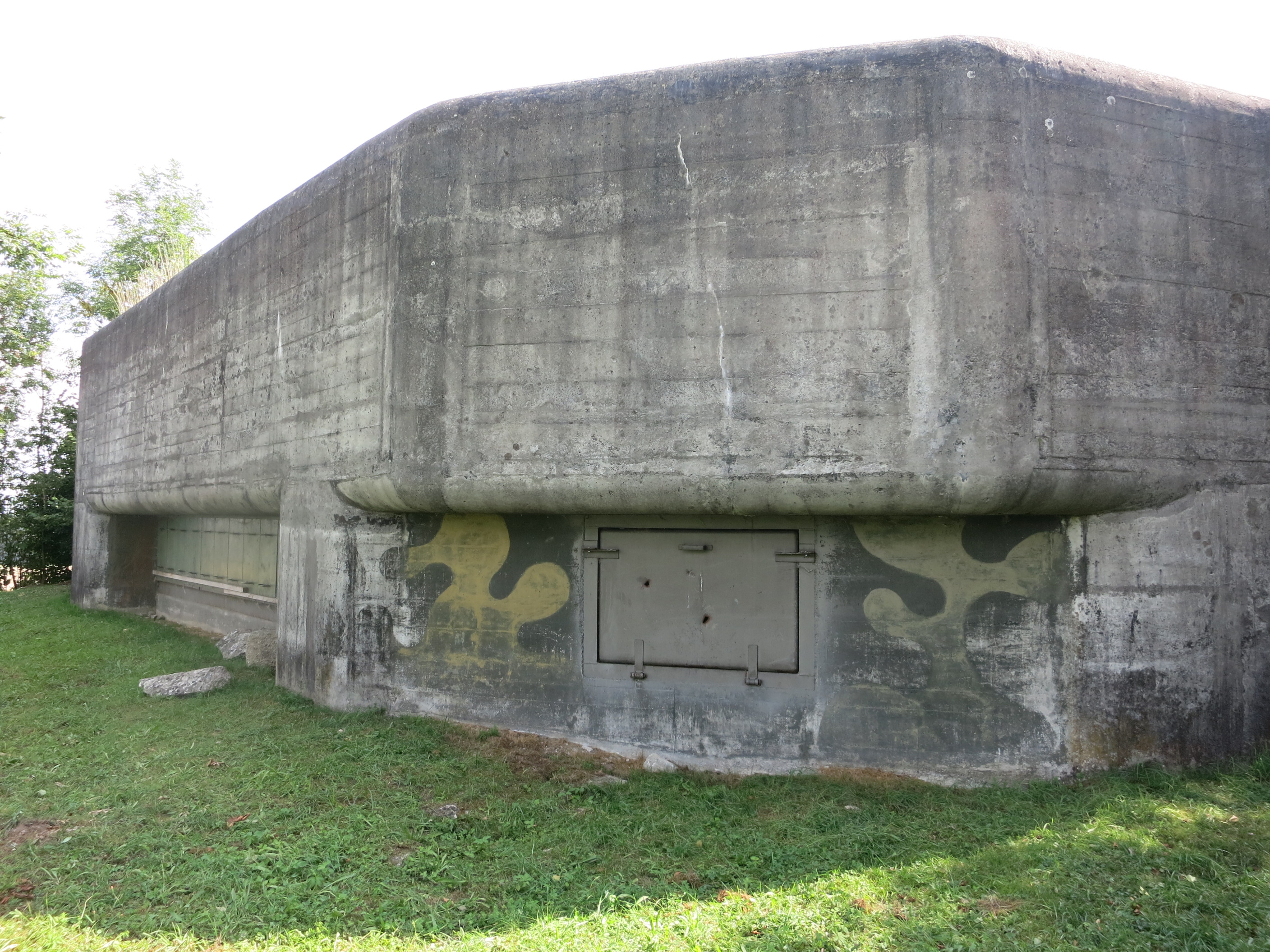
Infanteriebunker Allee A 5656
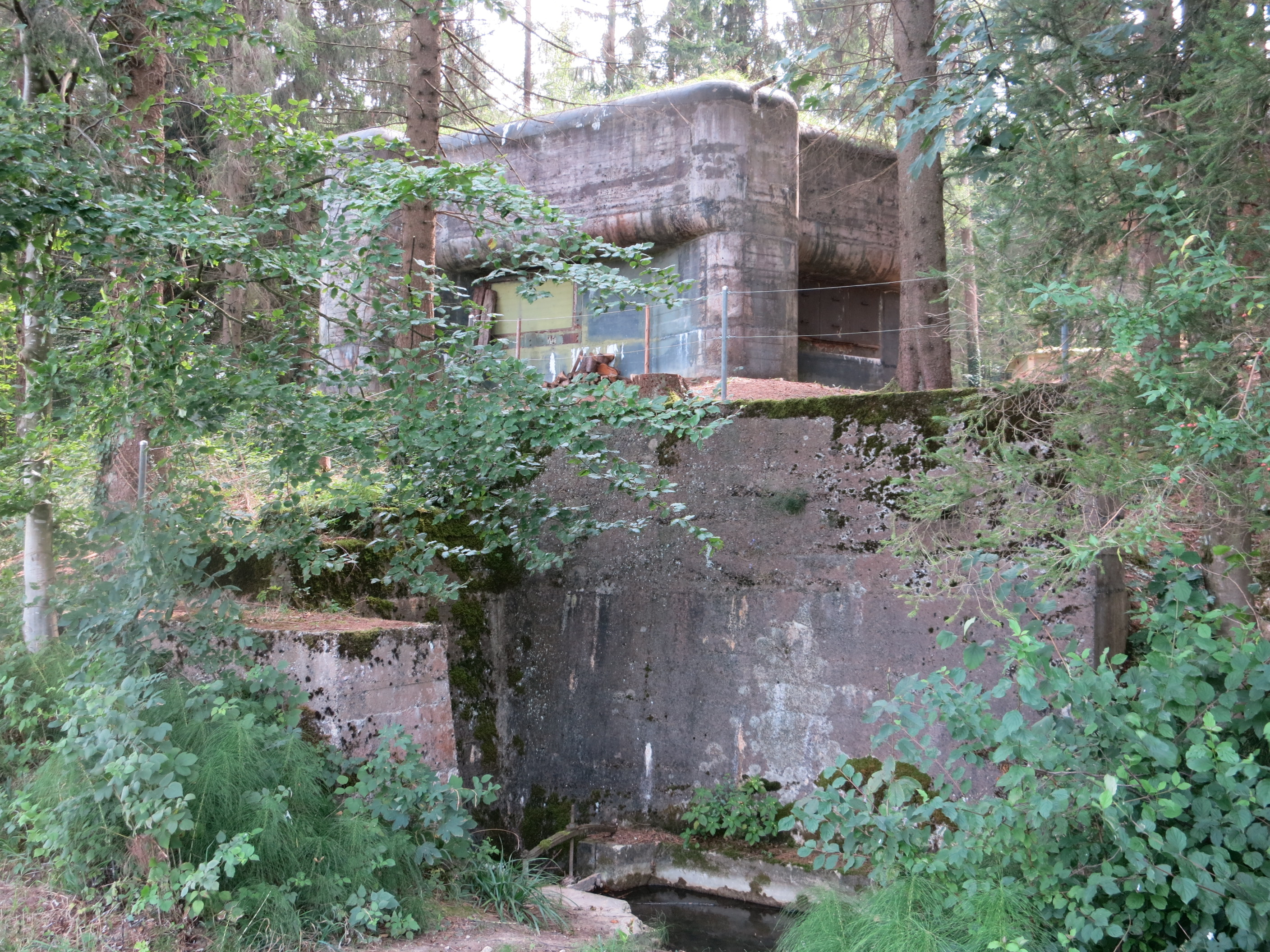
Infanteriebunker Castel Süd A 5658
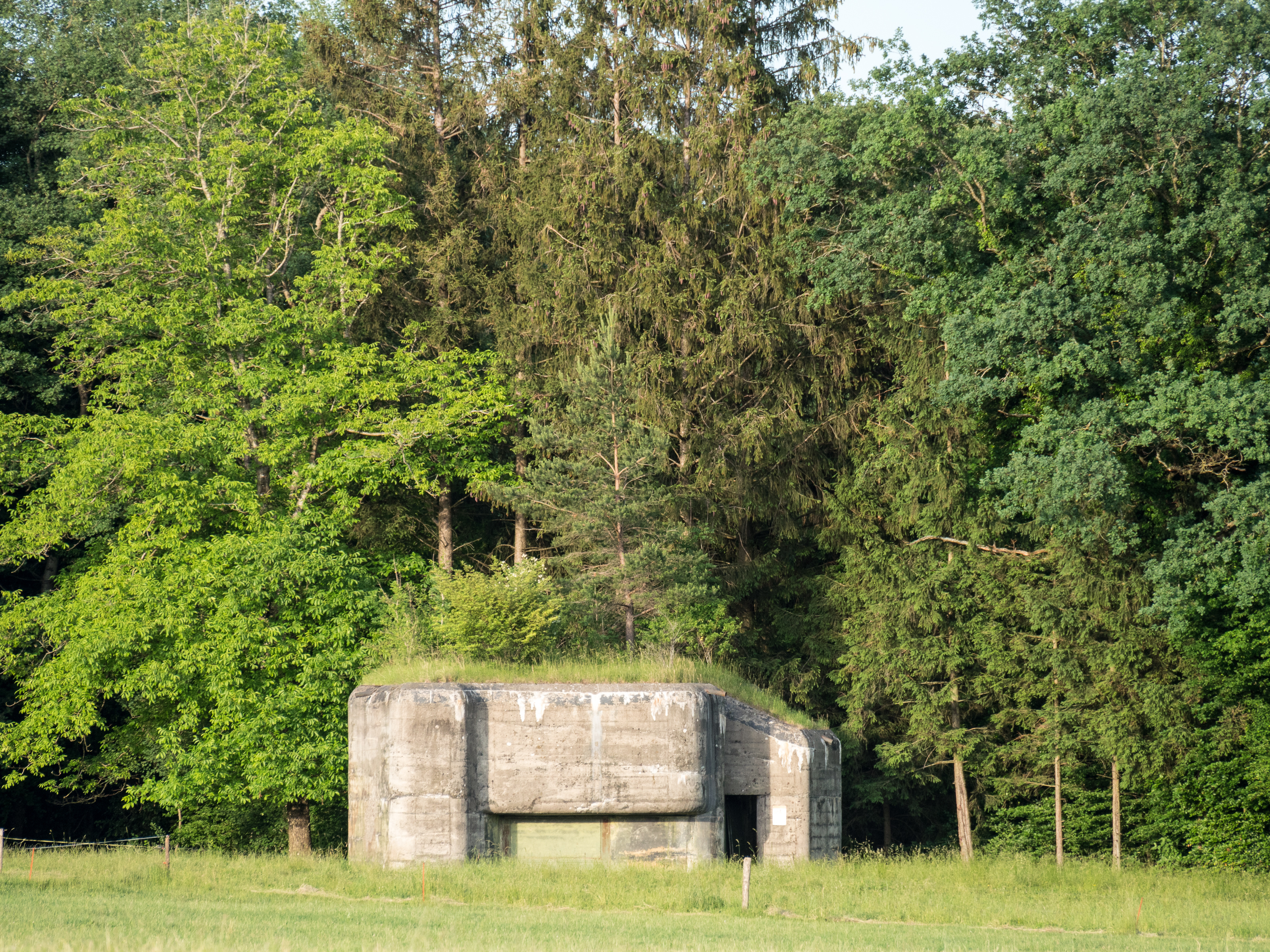
Infanteriebunker Castel A 5660
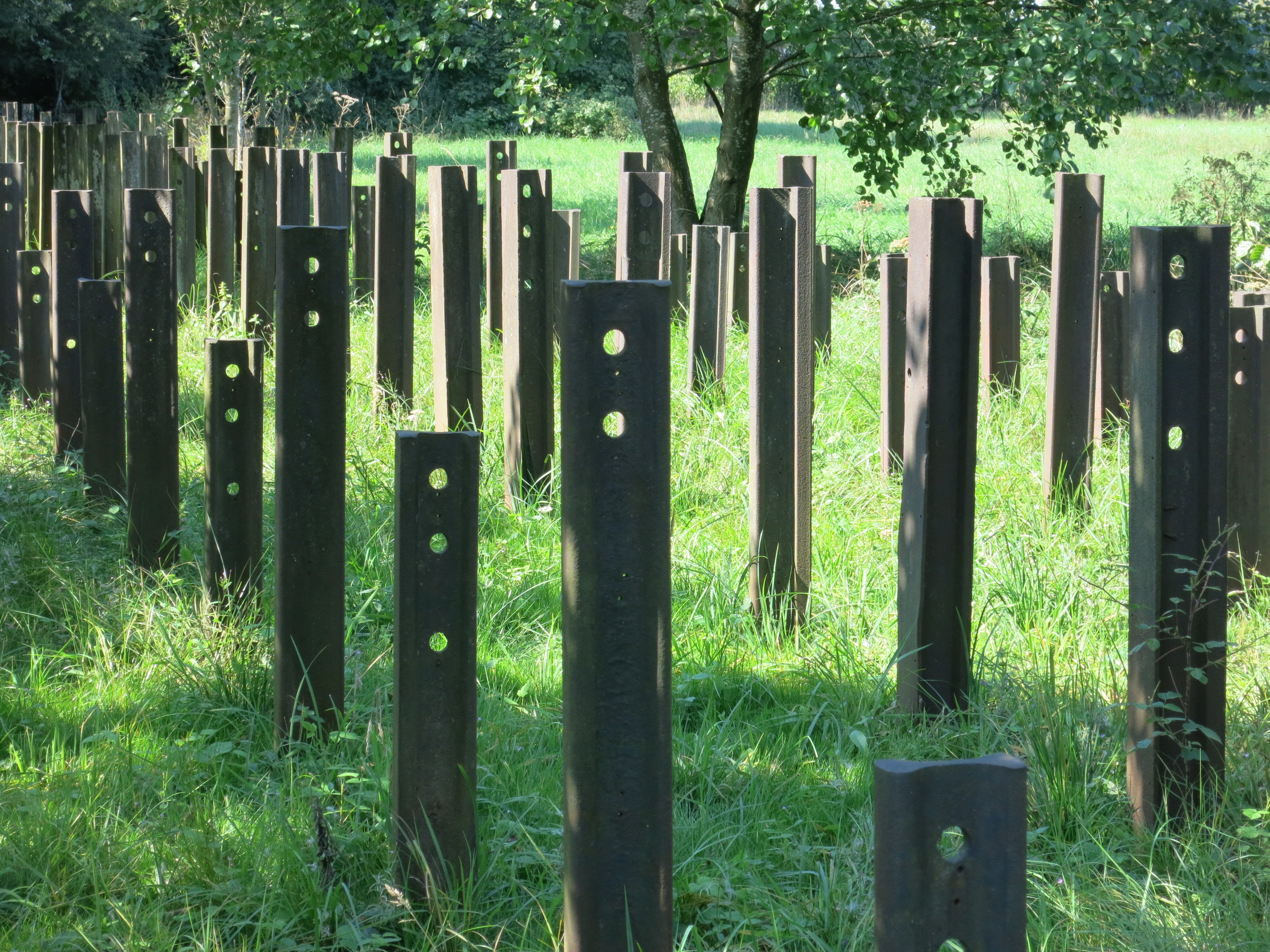
Geländepanzerhindernis Eichhof T 3025

### Teilsperre Triboltingen
Die Sperrstelle Triboltingen (Castel bis Triboltingen Seeufer) hatte mit 15 Bunkern, 26 Unterständen und Hindernissen einen von Konstanz kommenden Gegner am Weitermarsch westwärts entlang des Untersees zu hindern.
- Infanteriebunker Triboltingen Bahn A 5630 		⊙
- Infanteriebunker Triboltingen Bahnübergang A 5631 		⊙
- Infanteriebunker Triboltingen Brunnen A 5632 		⊙
- Infanteriebunker Triboltingen Süd A 5633 		⊙
- Infanteriebunker (abgebrochen) A 5634 		⊙
- Infanteriebunker Wiibergstöbeli West A 5635 		⊙
- Infanteriebunker Wiibergstöbeli Ost A 5636 		⊙
- Unterstand Triboltingen Scheibenstand A 5637		⊙
- Infanteriebunker Triboltingen Scheibenstand A 5638 		⊙
- Beobachter A 5640 		⊙
- Artilleriebeobachter Nonnenwis A 5641 		⊙
- Infanteriebunker Nonnenwis A 5642 		⊙
- Infanteriebunker Allmendhau Nord A 5643 		⊙
- Infanteriebunker Allee A 5644 		⊙
- Unterstand Bannholz A 5645		⊙
- Infanteriebunker Bannholz A 5646 		⊙
- GPH T 3025 ⊙

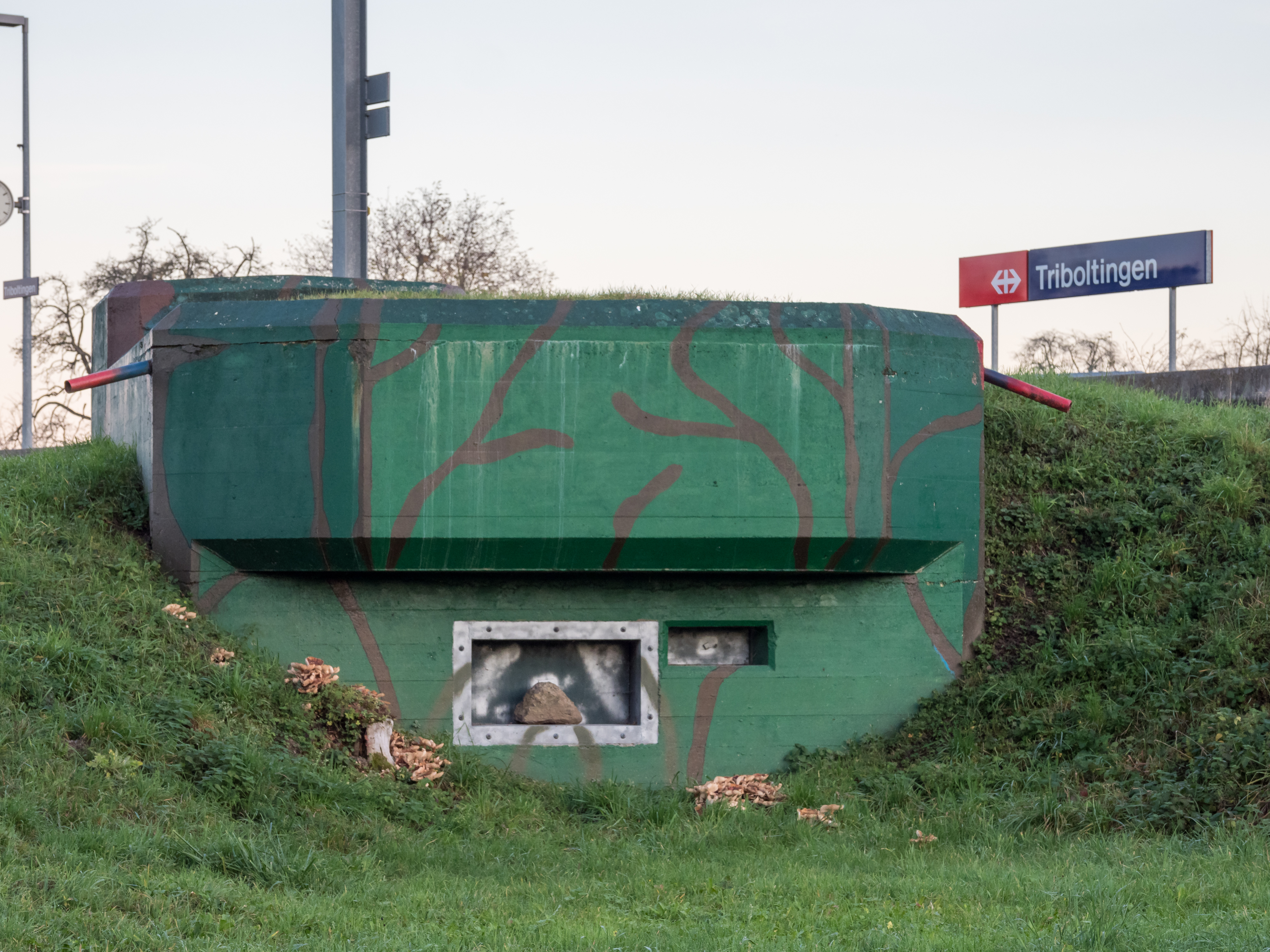
Infanteriebunker Triboltingen Bahnübergang A 5631
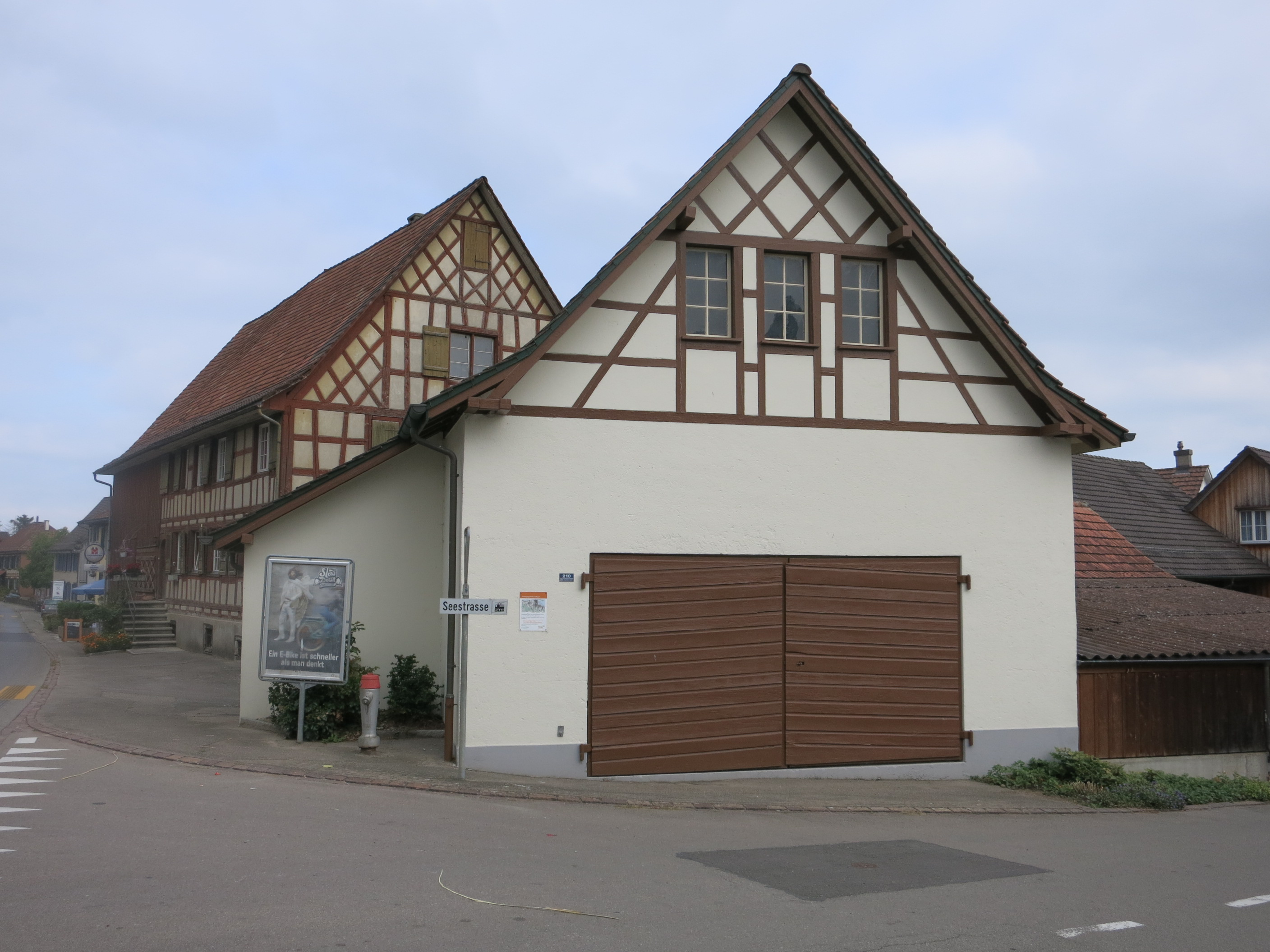
Panzerabwehrbunker (BBB) Triboltingen Brunnen A 5632, Baujahr 1938
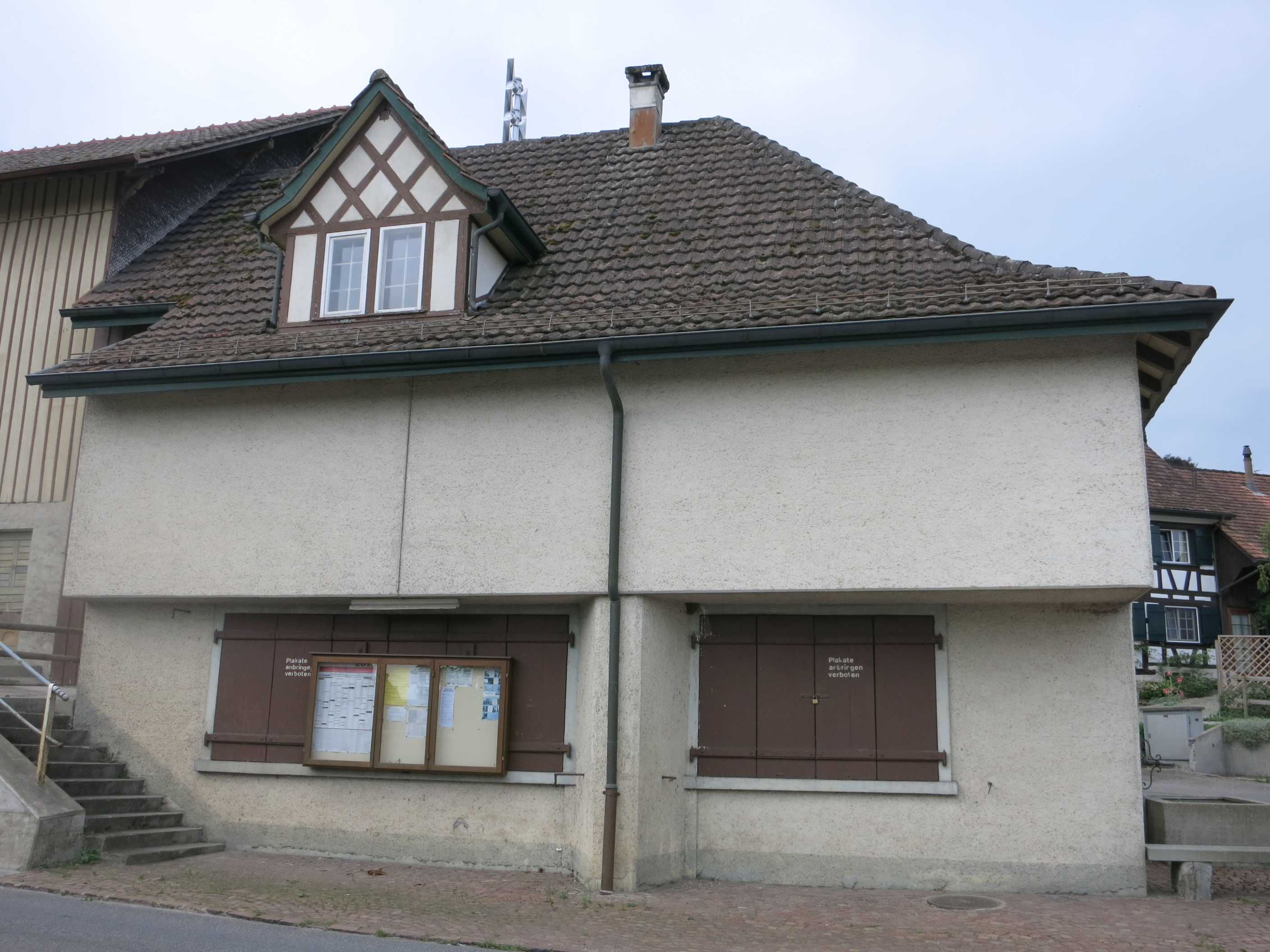
Panzerabwehrbunker (BBB) Triboltingen Süd A 5633, Baujahr 1938
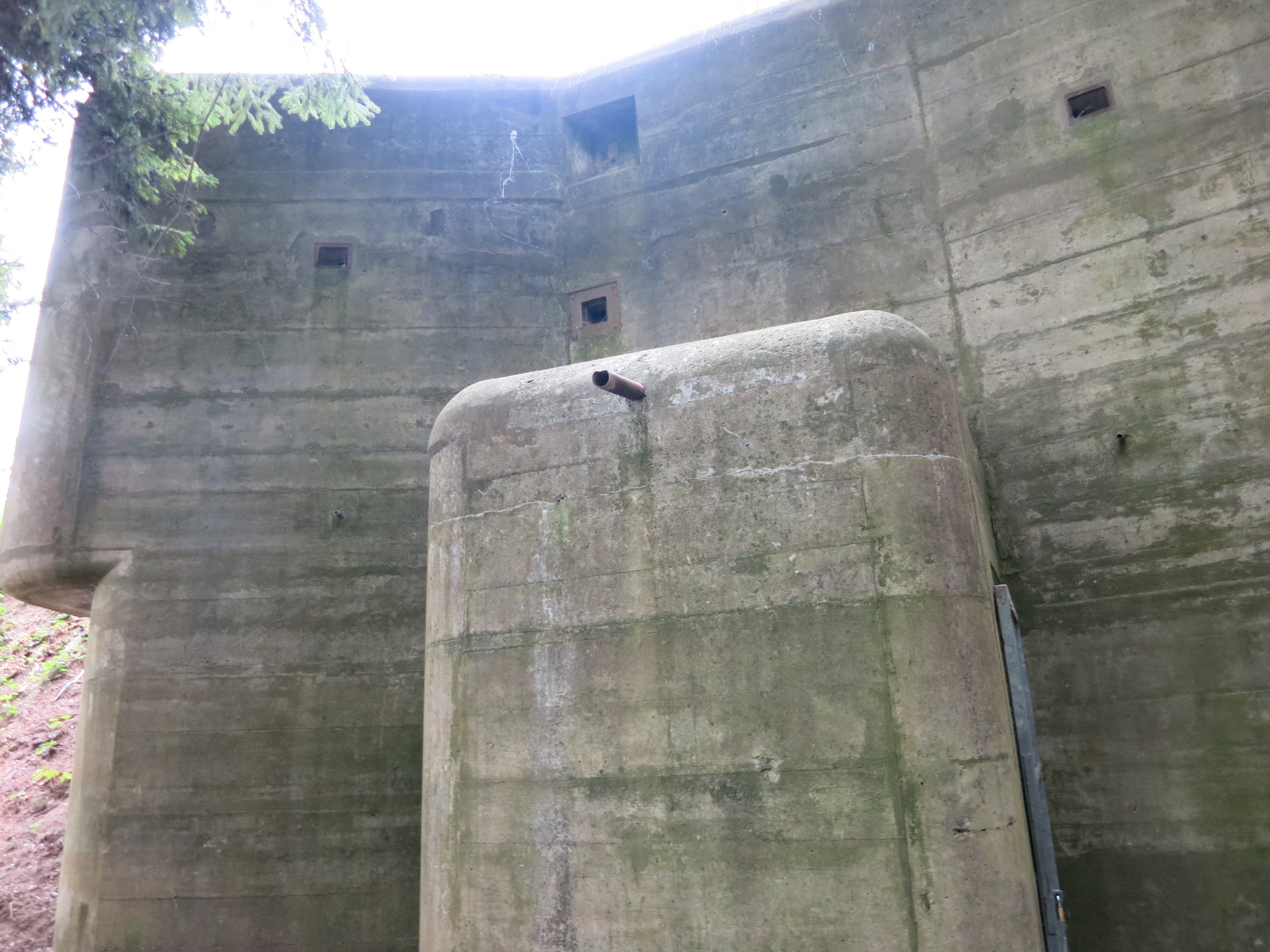
Infanteriebunker Wiibergstöbeli Ost A 5636
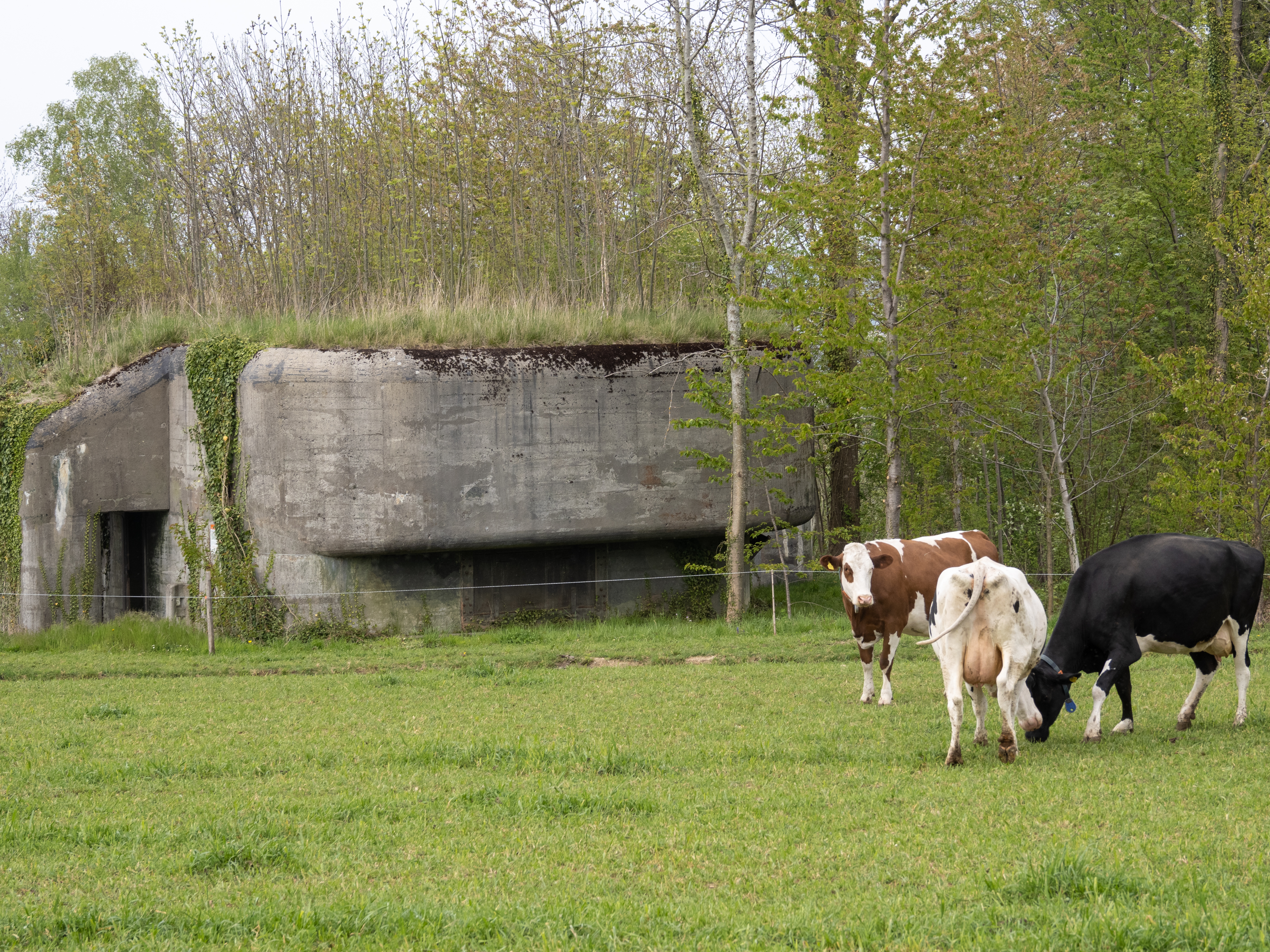
Infanteriebunker A 5640 Triboltingen-Schragenhauf
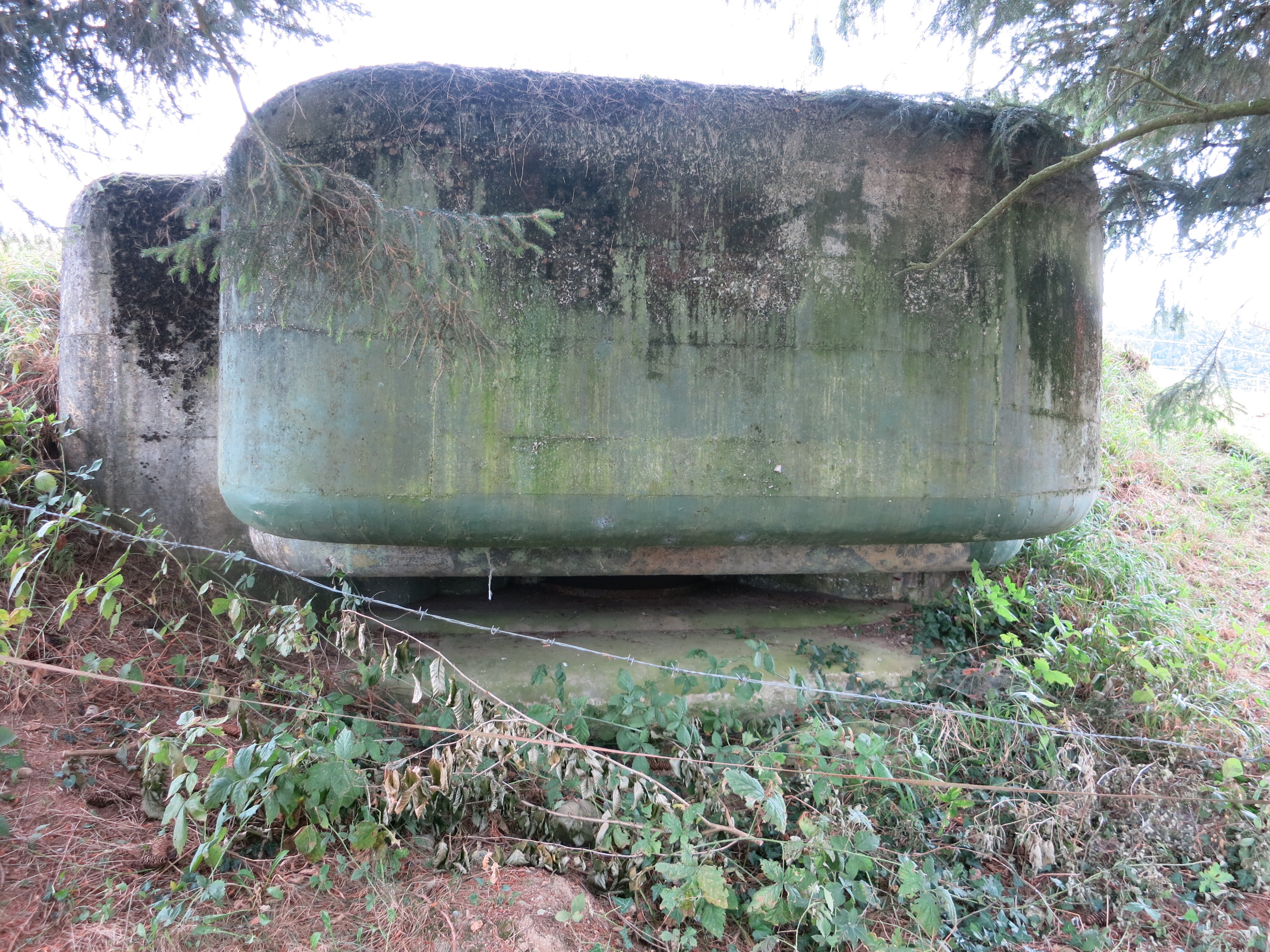
Artilleriebeobachtungsbunker Nonenwis A 5641, Baujahr 1940
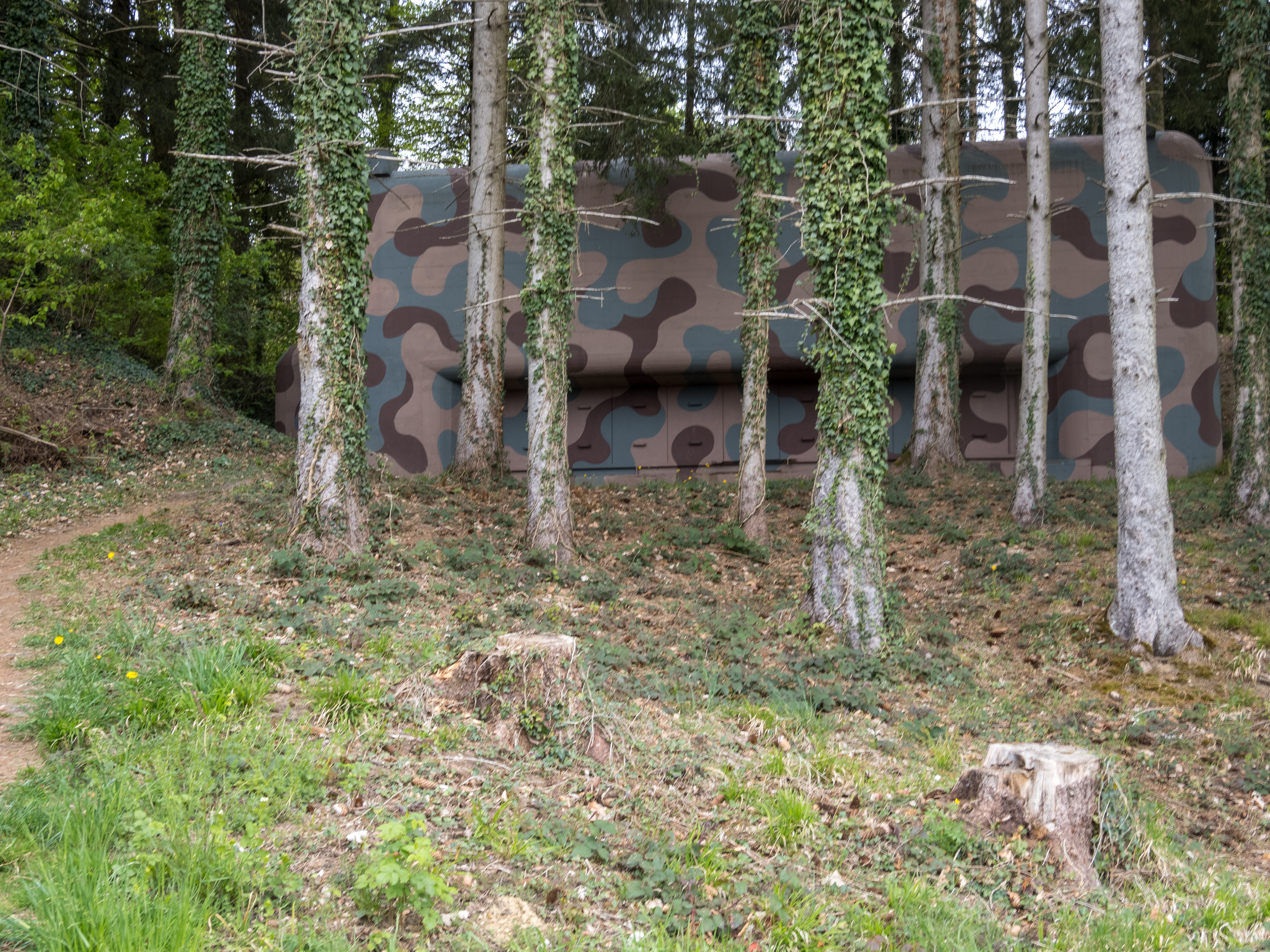
Infanteriebunker A5644, erbaut 1938